# Édouard II
Pour les articles homonymes, voir Édouard Plantagenêt et Édouard II (homonymie).
Édouard II, né le 25 avril 1284 au château de Caernarfon et mort le 21 septembre 1327 au château de Berkeley, aussi appelé Édouard de Carnarvon avant son avènement au trône, est roi d'Angleterre et seigneur d'Irlande du 7 juillet 1307 jusqu'à sa déposition le 25 janvier 1327. Quatrième fils du roi Édouard Ier, Édouard devient l'héritier apparent du trône après la mort de son frère aîné Alphonse, qui survient peu après sa naissance. À partir de 1300, il accompagne son père dans ses campagnes d'Écosse, et en 1306, il est adoubé au cours d'une grande cérémonie tenue à l'abbaye de Westminster. Édouard II accède au trône en 1307, à la mort de son père. L'année suivante, il épouse Isabelle de France, la fille du puissant roi de France Philippe IV le Bel, afin de résorber les tensions fréquentes entre les couronnes d'Angleterre et de France concernant le duché d'Aquitaine.
Édouard entretient une relation privilégiée et controversée avec Pierre Gaveston, qui rejoint sa suite en 1300. On ignore la nature précise de leur relation et s'ils ont été amis, amants ou encore frères de sang. L'arrogance et les pouvoirs de Gaveston en tant que favori royal déplaisent aux barons d'Angleterre ainsi qu'à la France et Édouard est contraint de l'exiler. À son retour, les barons forcent le roi à accepter des réformes sur les prérogatives royales, connues sous le nom d'Ordonnances de 1311. Les barons, devenus désormais suffisamment puissants, bannissent une nouvelle fois Gaveston. Édouard répond à ces défiances en révoquant les réformes et en rappelant son favori. Conduit par le cousin d'Édouard, Thomas de Lancastre, un groupe de barons s'empare alors de Gaveston et le fait exécuter en 1312, commençant ainsi plusieurs années de confrontation avec le souverain.
Par la suite, les forces anglaises sont repoussées d'Écosse par Robert Bruce après une défaite retentissante à Bannockburn en 1314 et une grande famine apparaît : le mécontentement envers Édouard II croît pendant les années qui suivent. Face à ces échecs, le roi doit céder quelque temps une partie de son pouvoir à l'opposition baronniale. La famille Despenser, en particulier Hugues le Despenser « le Jeune », devient proche d'Édouard, mais en 1321, Lancastre et ses alliés s'emparent des terres des Despenser et contraignent le roi à les exiler. En réponse, Édouard II conduit une campagne militaire éclair, à l'issue de laquelle il fait capturer puis exécuter Lancastre. Le roi et les Despenser renforcent leur mainmise sur le pouvoir, en révoquant formellement les réformes de 1311, en faisant exécuter leurs ennemis politiques et en leur confisquant leurs possessions.
Incapable de reprendre l'avantage en Écosse et afin de mettre fin aux raids incessants dans le Nord de son royaume, Édouard doit signer une trêve avec Robert Bruce. Pour autant, l'opposition au régime ne cesse de croître, et quand Isabelle est envoyée en 1325 négocier un traité de paix avec la France, elle se retourne contre son époux et refuse de revenir en Angleterre. Isabelle s'allie avec le baron exilé Roger Mortimer, rassemble l'opposition à son époux et conduit une invasion de l'Angleterre avec une petite armée à l'automne 1326. Le régime d'Édouard II et des Despenser s'effondre immédiatement et le roi doit s'enfuir en Galles, où il est finalement capturé. Édouard est ensuite contraint de renoncer à la couronne en janvier 1327 en faveur de son fils aîné, Édouard III, et meurt le 21 septembre suivant au château de Berkeley, peut-être assassiné sur ordre du nouveau régime.
La relation d'Édouard II avec Pierre Gaveston inspire en 1592 au dramaturge Christopher Marlowe la pièce Édouard II, ainsi que d'autres pièces, ouvrages ou films dont l'opéra de Georges Benjamin, Lessons in Love and Violence, créé à Londres en 2018. Beaucoup se sont concentrés sur la possible relation sexuelle entre les deux hommes. Les contemporains d'Édouard II ont critiqué son exercice de l'autorité royale, notant ses échecs en Écosse et le régime oppressif qu'il établit à la fin de son règne, bien que les académiciens du XIXe siècle aient affirmé que la montée en puissance du Parlement qui a lieu sous son règne a par la suite eu des conséquences satisfaisantes pour l'Angleterre à long terme. Les spécialistes débattent toujours au XXIe siècle sur le fait qu'Édouard II ait été ou non un roi indifférent et incompétent, ou simplement un souverain réticent et finalement inefficace. Plus positivement, Édouard s'est intéressé de son vivant aux universités d'Oxford et de Cambridge.

## Contexte
Édouard II est le quatrième et dernier fils d'Édouard Ier et de sa première épouse, Éléonore de Castille. Son père est roi d'Angleterre et a également hérité la Gascogne en France, qu'il détient en tant que vassal féodal du roi de France, ainsi que la seigneurie d'Irlande. Sa mère est issue de la famille royale castillane, et possède le comté de Ponthieu dans le nord de la France. Édouard Ier est un chef militaire accompli, qui a notamment écrasé la révolte baronniale en 1265 et a également participé à la Neuvième croisade. En 1282, il conquiert le Pays de Galles et en 1291, il intervient dans la crise de succession écossaise, en revendiquant le titre de souverain de l'Écosse. Il est considéré comme un souverain extrêmement habile par ses contemporains, largement capable de contrôler les puissants barons d'Angleterre,,. L'historien Michael Prestwich décrit Édouard Ier comme un roi inspirant crainte et respect, tandis que John Gillingham le dépeint comme un tyran efficace,,.
Malgré ses succès, lorsque Édouard Ier décède en 1307 il laisse une série de défis à résoudre à son fils. Un des plus critiques est l'Écosse, où, peu avant sa mort, Édouard Ier conduisait une longue mais inefficace campagne militaire. Le contrôle d'Édouard sur la Gascogne crée des tensions avec les rois de France. En effet, ceux-ci insistent pour que les rois d'Angleterre viennent rendre l'hommage pour leurs terres continentales,,. Les rois d'Angleterre ont toujours considéré cette demande comme une insulte à leur honneur et l'issue de cette rivalité reste en 1307 non résolue,. Édouard Ier avait également dû faire face à une opposition grandissante de ses barons contre les taxes qu'il imposait pour ses guerres en Écosse. Il laisse à sa mort une dette de 200 000 £.

## Jeunesse (1284-1307)

### Naissance
Édouard II est né au château de Caernarfon au pays de Galles le 25 avril 1284, moins d'un an après qu'Édouard Ier ait conquis la région, et soit appelé conséquemment Édouard de Caernarfon avant son avènement au trône. Le roi a probablement délibérément choisi le château comme lieu de naissance d'Édouard, car il s'agissait d'un lieu symbolique pour la nation galloise, associé à la période romaine, et il se situait par ailleurs au centre de la nouvelle administration royale au nord du pays de Galles,. La naissance d'Édouard apporte des prédictions de grandeur selon les prophètes contemporains qui croyaient que la Fin des temps était imminente et qui ont affirmé que le jeune prince serait un nouveau roi Arthur qui conduirait l'Angleterre à la gloire. David Powel, un clerc du XVIe siècle, a suggéré que le nourrisson fut offert aux Gallois comme leur prince, ceux-ci en ayant réclamé un qui soit né en Galles et ne parle jamais un mot d'anglais, mais il n'existe aucune preuve d'une telle cérémonie,.

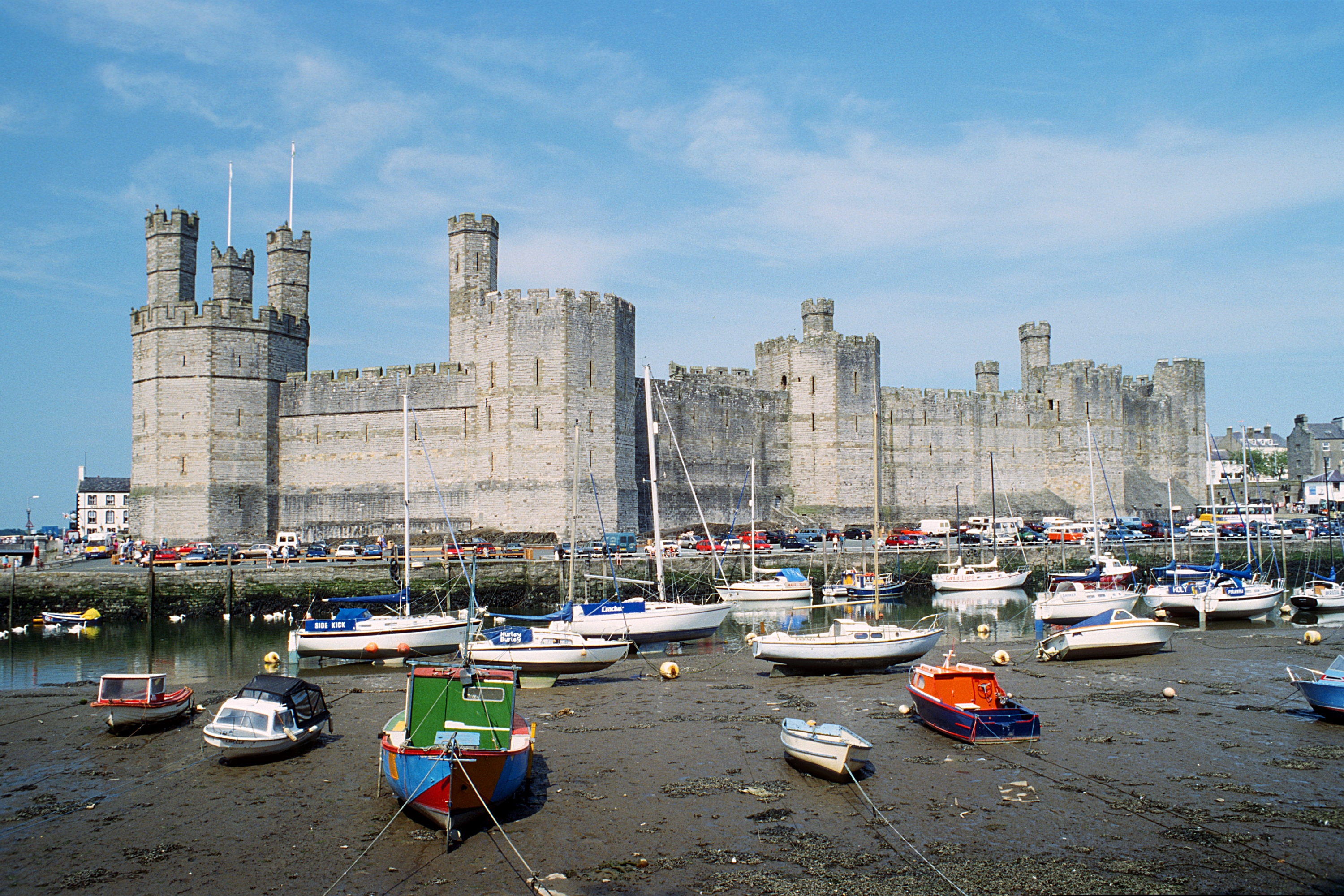
Le château de Caernarfon, lieu de naissance d'Édouard.

Le nom Édouard est d'origine anglo-saxonne, en souvenir du saint Édouard le Confesseur, et fut choisi par Édouard Ier plutôt que les noms d'origine normande ou castillane adoptés pour les frères aînés d'Édouard de Caernarfon. Édouard avait trois frères : Jean et Henri, décédés avant sa naissance, et Alphonse, mort en août 1284. Le décès d'Alphonse fait d'Édouard l'héritier du trône à l'âge de quatre mois. Bien qu'Édouard soit un enfant en bonne santé, ses parents se font des soucis lors de son enfance, craignant qu'un décès subit ne laisse son père sans héritier mâle. Après sa naissance, Édouard est pris en soin par une nourrice nommée Mariota ou Mary Maunsel pendant quelques mois avant qu'elle ne tombe malade. C'est ensuite Alice de Leygrave qui le prend en charge. Édouard semble avoir à peine connu sa mère Éléonore, qui vécut avec Édouard Ier en Gascogne pendant plusieurs années. Une suite placée sous la direction du clerc Giles de Oudenarde fut créée pour le jeune prince.

### Enfance, personnalité et physique

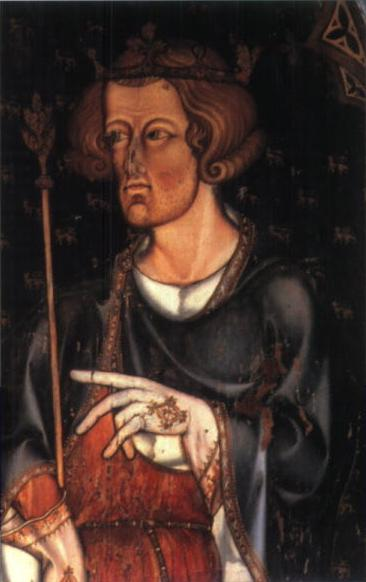
Portrait à l'abbaye de Westminster, censé représenter le roi.

Les dépenses pour la suite personnelle du jeune Édouard augmentèrent avec l'âge et en 1293, William de Blyborough en devint l'administrateur. Édouard a probablement reçu une éducation religieuse des Dominicains, que sa mère Éléonore avait invités en 1290 à rejoindre le jeune prince. Édouard fut ensuite éduqué par un des employés de sa grand-mère paternelle Éléonore de Provence, Guy Ferre. Celui-ci fut son magister et ainsi responsable de sa discipline et de son entraînement à l'équitation et aux arts militaires. On ne sait pas si l'éducation d'Édouard était approfondie , : on a peu de preuves qu'il ait su lire et écrire à un jeune âge,,, bien que sa mère ait pris soin de l'éducation de ses autres enfants et que Ferre ait été un homme assez érudit pour l'époque. Édouard parlait sans doute principalement anglo-normand,,, ainsi que des notions d'anglais et peut-être de latin.
Édouard a reçu une éducation normale,,, pour un membre d'une famille royale. Le jeune prince était intéressé par les chevaux et leur reproduction et devint un bon cavalier. Il appréciait également les chiens, en particulier les lévriers. Dans ses lettres, il montrait un sens de l'humour excentrique, s'amusant à envoyer des animaux inexpérimentés à ses amis, tels des chevaux n'appréciant pas de se faire conduire ou des chiens de chasse trop lents pour attraper du gibier,. Édouard n'était pas particulièrement intéressé par la chasse et la fauconnerie, des activités pourtant populaires au XIVe siècle. Il aimait la musique, notamment galloise, et le nouvel instrument qu'était le crwth, ainsi que les orgues,. Il ne prenait pas part aux joutes, soit à cause d'un manque d'aptitude soit parce que cela lui avait été interdit en raison de son statut princier, mais il devait certainement les apprécier,.
Au fil du temps, Édouard devint grand et musclé. Aussi impressionnant que son père du point de vue physique, il était considéré par ses contemporains comme un bel homme,. Il avait également la réputation d'être un bon orateur et d'être particulièrement généreux envers son personnel,. Étonnamment, Édouard appréciait de ramer, ainsi que de tailler des haies ou creuser des fossés,, des activités fermières et unanimement considérées indignes d'un roi au XIVe siècle. Ce comportement lui attire de son vivant de nombreuses critiques de la part de ses contemporains,.
En 1290, Édouard Ier signe le traité de Birgham, dans lequel il promet de marier son fils Édouard avec la jeune reine Marguerite Ire d'Écosse (Marguerite de Norvège),. Marguerite meurt la même année, mettant fin brusquement au projet d'union entre l'Angleterre et l'Écosse. La mère d'Édouard, Éléonore de Castille, meurt peu après, tout comme sa grand-mère Éléonore de Provence. Édouard Ier est profondément chagriné par le décès de son épouse et organise d'immenses funérailles en son honneur. Le jeune Édouard hérite du comté de Ponthieu, fief détenu par sa mère. Peu après, une alliance matrimoniale française est considérée pour le jeune prince, afin de sécuriser la paix avec la France, mais la guerre de Guyenne éclate en 1294,. Édouard Ier décide alors de marier son fils avec une fille du comte de Flandre Gui de Dampierre, mais le projet ne se concrétise pas car le roi de France Philippe IV le Bel y met son veto.

### Premières campagnes en Écosse

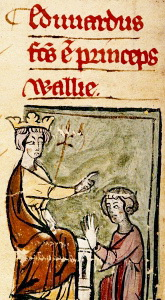
Manuscrit du début du XIVe siècle représentant le roi en train de proclamer son fils prince de Galles.

Entre 1297 et 1298, Édouard est désigné régent de l'Angleterre par son père pendant qu'il mène campagne en Flandre contre Philippe IV, qui a occupé les terres anglaises de Guyenne. À son retour, le roi signe le traité de Montreuil-sur-Mer avec Philippe IV en 1299, par lequel il épouse la sœur de Philippe IV, Marguerite, et accepte de fiancer son fils Édouard avec Isabelle, la fille de Philippe,. Bien que la jeune princesse ne soit âgée que de quatre ans tout au plus, le projet de mariage pourrait mettre fin au duel franco-anglais concernant la Gascogne, puisque cette province serait héritée par un descendant d'Édouard Ier et de Philippe IV. Le jeune Édouard semble avoir eu de bonnes relations avec sa belle-mère Marguerite, qui donne naissance à deux fils, Thomas de Brotherton en 1300 et Edmond de Woodstock en 1301,,. Lorsqu'il fut plus tard roi, Édouard fournit à ses frères des titres et des terres.
Édouard Ier retourne en Écosse en 1300 et emmène cette fois son fils aîné avec lui, le nommant commandant de l'arrière-garde lors du siège de Caerlaverock. Le 7 février 1301, le roi proclame Édouard prince de Galles, lui offrant le comté de Chester et des terres au nord du pays de Galles. Édouard Ier espérait ainsi que cette création aiderait à pacifier la région et que cela donnerait à son fils une certaine indépendance financière. Édouard reçoit l'hommage de ses sujets gallois avant de rejoindre la campagne écossaise de son père à l'été 1301 : il emmène avec lui environ 300 soldats et s'empare du château de Turnberry. Le prince prend part également à la nouvelle campagne de 1303 lors de laquelle il assiège Brechin en y déployant son premier engin de siège. Au printemps 1304, Édouard conduit les négociations avec les rebelles écossais en y représentant le roi et, lorsque celles-ci échouent, il assiège le château de Stirling.
En 1305, Édouard et son père se querellent, probablement à propos de sommes d'argent. Le prince avait eu une altercation avec l'évêque et trésorier Walter Langton, apparemment parce qu'il considérait ne pas recevoir assez de soutien financier de la part de la Couronne. Édouard Ier défend son trésorier et bannit son fils et ses compagnons de la cour, en leur coupant leurs ressources financières. Après quelques négociations impliquant des membres de la famille et des amis, les deux hommes se réconcilient.
Le conflit écossais s'embrase en 1306 lorsque Robert Bruce tue son rival John III Comyn et s'autoproclame roi des Écossais. Édouard Ier mobilise une nouvelle armée mais décide d'en laisser le commandement à son fils. Le prince Édouard est adoubé lors d'une cérémonie fastueuse à l'abbaye de Westminster le 22 mai 1306, connue sous le nom de Fête des cygnes. Cette fête, tout en rappelant les légendes arthuriennes et les croisades, permet surtout aux jeunes chevaliers présents de jurer de détruire Bruce,,. Le rôle précis des forces du prince Édouard lors de la campagne militaire qui suit n'est pas encore clairement établi,. Édouard Ier la considérait dès le départ comme une expédition punitive contre des sujets déloyaux, du moins les partisans de Robert Bruce. Édouard rentre en Angleterre en septembre, où les négociations diplomatiques pour finaliser son mariage avec Isabelle de France se poursuivent.

### Pierre Gaveston et la question de la sexualité du prince

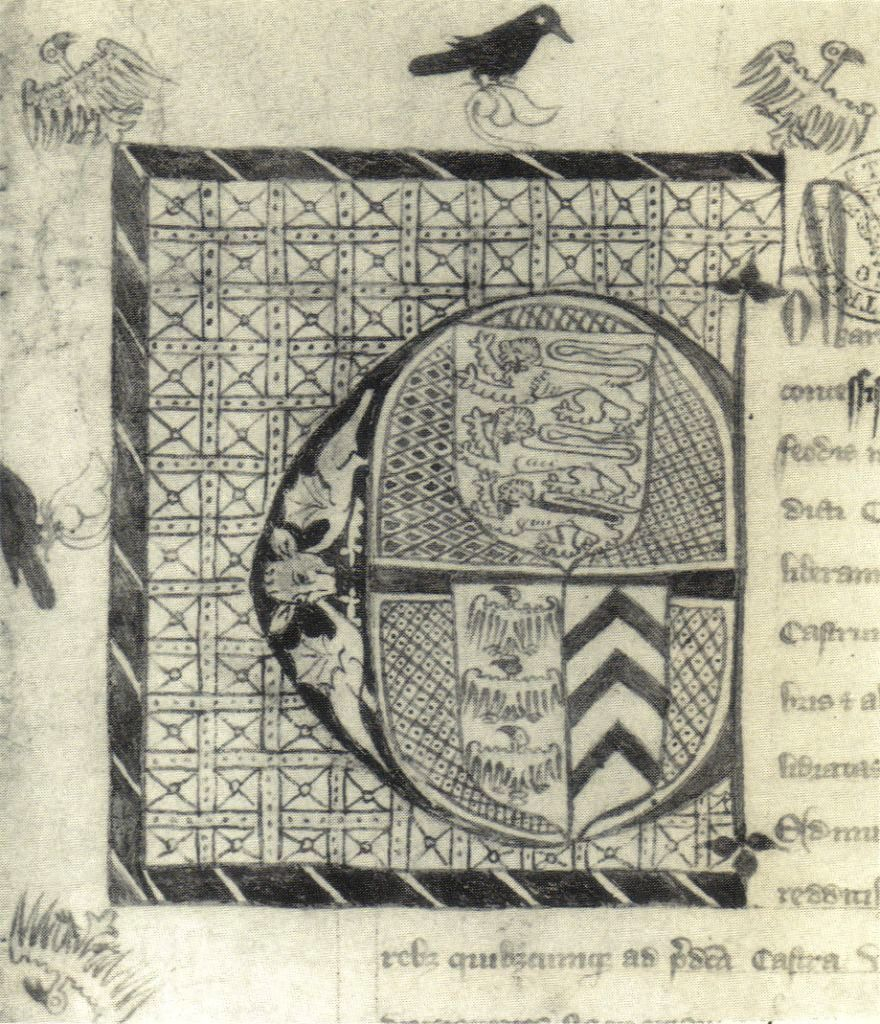
Lettrine de la charte attribuant à Pierre Gaveston le comté de Cornouailles.

Pendant ce temps, Édouard commence à s'attacher Pierre Gaveston, fils d'un chevalier gascon au service du roi Édouard Ier. Remarqué par le roi, Gaveston rejoint la suite du prince en 1300. Les deux adolescents se lièrent d'amitié : Gaveston devint l'écuyer du prince et fut rapidement décrit comme son proche compagnon. Gaveston est d'ailleurs adoubé avec son ami par le roi lors de la Fête des cygnes en 1306,. Le roi exile ensuite Gaveston en Gascogne en 1307 pour des raisons obscures. Selon un chroniqueur, Édouard aurait demandé à son père d'accorder à Gaveston le comté de Ponthieu et le roi lui aurait répondu avec fureur, se saisissant de son fils et lui arrachant des poignées de cheveux, avant de décider d'exiler Gaveston. Les rapports officiels de la cour mentionnent cependant que l'exil de Gaveston ne fut que temporaire, d'autant que le chevalier recevait une confortable pension. Il semble donc que le roi n'ait pas tenu rigueur au favori, mais bien à son fils, et qu'il ait souhaité punir ce dernier,.
La possibilité qu'Édouard ait entretenu des relations sexuelles avec Gaveston ou avec ses favoris ultérieurs a été longuement discutée par les historiens,,,, du fait du manque de preuves contemporaines. L'homosexualité était fermement condamnée par l'Église au XIVe siècle et considérée comme de l'hérésie,,,. Néanmoins, s'engager dans une relation sexuelle avec un autre homme ne définissait pas l'identité d'un individu comme au XXIe siècle,,. Édouard et Gaveston ont tous deux eu des relations sexuelles avec leurs épouses, qui leur donnèrent plusieurs enfants. De plus, Édouard a eu un fils illégitime, Adam FitzRoy, et aurait pu avoir une relation avec sa nièce Éléonore de Clare,,.
La preuve contemporaine soutenant l'hypothèse d'une relation homosexuelle avec Gaveston vient d'abord d'un chroniqueur anonyme des années 1320, qui décrit comment Édouard « ressentit tellement d'amour pour Gaveston qu'il entra dans une alliance de constance et se lia avec lui devant tous les autres mortels avec un lien d'amour indissoluble, formellement tracé et attaché avec un nœud ». La première suggestion spécifique selon laquelle Édouard aurait engagé des relations sexuelles avec des hommes fut enregistrée en 1334, lorsque l'évêque de Hereford Adam Orleton fut accusé d'avoir affirmé en 1326 qu'Édouard était un « sodomite », bien qu'Orleton se soit défendu d'avoir tenu de tels propos et ait rétorqué qu'il désignait en réalité le favori d'Édouard, Hugues le Despenser le Jeune. La Chronique de Meaux affirme pour sa part dans les années 1390 que Édouard s'était « trop livré au vice de la sodomie ».
De manière alternative, Édouard et Gaveston auraient simplement pu être amis avec une forte relation. Les chroniques contemporaines sont vagues, les accusations d'Orleton en partie motivées par des desseins politiques et semblables aux accusations de sodomie intentées contre le pape Boniface VIII en 1303 et les Templiers en 1307 par le roi de France Philippe IV. Les témoignages plus tardifs sont certainement influencés par les affirmations d'Orleton,. Des historiens comme Michael Prestwich et Seymour Phillips opposent le fait que les activités du roi auraient été forcément connues au sein de la cour et même de l'Église ; Édouard Ier et le roi de France ne seraient pas restés silencieux si le comportement d'Édouard avait été débridé,,.
Une théorie plus récente, proposée par l'historien Pierre Chaplais, suggère qu'Édouard et Gaveston seraient entrés dans une sorte de fraternité adoptive,. Les pactes de fraternité adoptive étaient communs au Moyen Âge, notamment lorsque les participants juraient de s'assister dans une sorte de relation entre « frères d'armes ». De nombreuses chroniques ont décrit la relation d'Édouard et Gaveston comme celle d'une fraternité, et une d'entre elles note en particulier qu'Édouard avait choisi Gaveston comme son frère adoptif. Chaplais déclare pour sa part que les deux amis auraient conclu leur pacte d'amitié en 1300 ou 1301 et auraient déclaré que toute promesse ultérieure de séparation serait considérée comme ayant été arrachée par la force et de fait jugée invalide. Un tel pacte n'exclut cependant pas une dimension sexuelle dans leur relation.

## Début de règne (1307-1311)

### Mariage et couronnement
Édouard Ier mobilise une nouvelle armée prête à envahir l'Écosse au printemps 1307, que le prince Édouard doit rejoindre au cours de l'été, mais la santé du roi se détériore subitement et il meurt le 7 juillet à Burgh by Sands. Le prince de Galles se rend à Burgh by Sands en apprenant la maladie de son père et y est proclamé roi le 20 juillet. Il poursuit sa route vers l'Écosse afin d'y recevoir le 4 août l'hommage de ses partisans à Dumfries, avant de décider d'abandonner la campagne entamée par son père et de retourner en Angleterre. Édouard II rappelle promptement Pierre Gaveston, alors en exil en Gascogne, et le crée comte de Cornouailles,, avant d'arranger son mariage avec sa nièce Marguerite de Clare, riche héritière du comté de Gloucester. Édouard fait également arrêter son adversaire Walter Langton et le démet de son poste de trésorier. Le corps d'Édouard Ier est préservé pendant plusieurs mois à Waltham Abbey avant d'être enterré à Westminster,,, où son fils lui fait ériger une simple tombe en marbre.

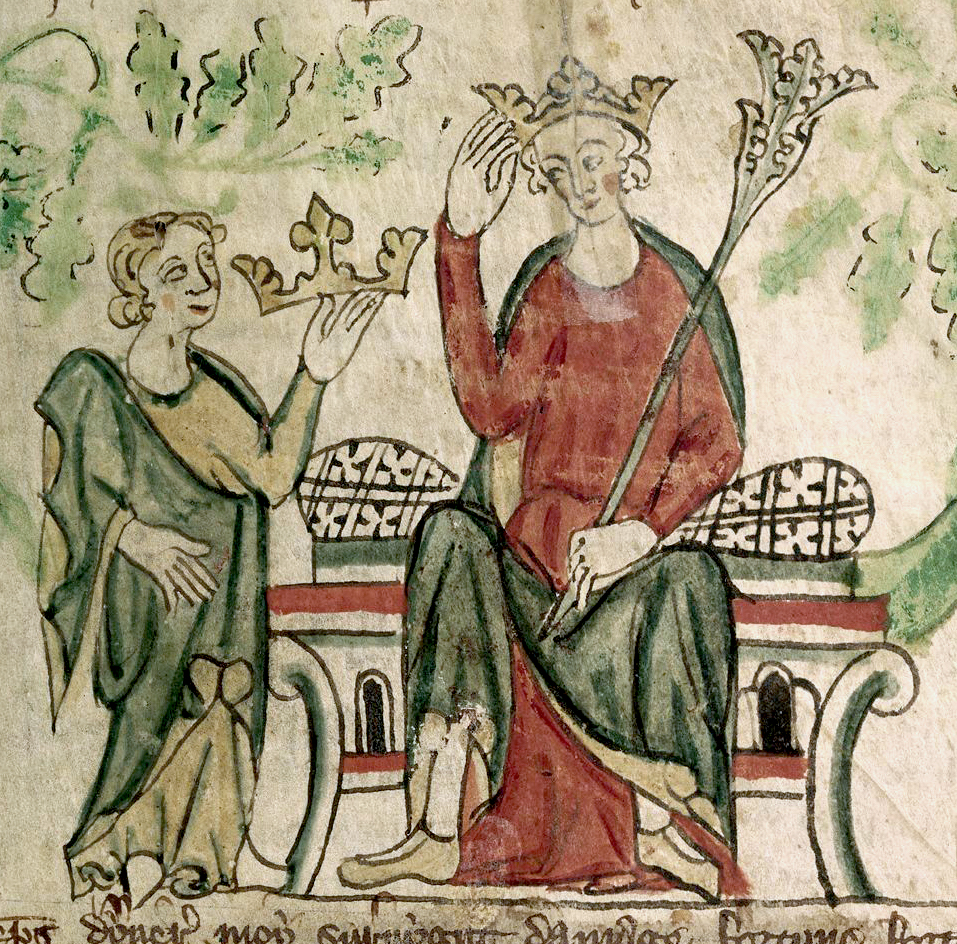
Édouard II lors de son couronnement, miniature contemporaine du règne d'Édouard.

En 1308, le mariage d'Édouard II avec Isabelle de France a enfin lieu. Édouard traverse la Manche en janvier pour se rendre en France, laissant Gaveston régent du royaume en son absence. Cette nomination était inhabituelle, tout d'abord en raison de la position sociale de Gaveston et aussi du fait des pouvoirs qui lui furent délégués à cette occasion, dont la charge du Grand sceau. Édouard espère que son mariage avec Isabelle lui permettra de renforcer sa position en Gascogne et de lui apporter des fonds, le trésor ayant été laissé dans un état critique par Édouard Ier. Les négociations finales du mariage apportent néanmoins quelques modifications : Édouard II et Philippe IV ne s'appréciant guère, le roi de France réduit considérablement la dot d'Isabelle et modifie l'administration de terres anglaises en France,. En application du traité de Paris de 1303, Édouard II rend hommage à Philippe pour le duché d'Aquitaine.
Édouard et Isabelle se marient à Boulogne-sur-Mer le 25 janvier. Édouard offre à son épouse un psautier comme présent de mariage, auquel s'ajoute un don de 21 000 livres et un fragment de la Vraie Croix de la part du roi Philippe,. Le couple rentre en Angleterre en février, où Édouard a ordonné que le palais de Westminster soit fastueusement préparé en prévision de leur couronnement : des tables en marbre, une quarantaine de fours et une fontaine versant du vin et du piment sont apprêtés. Après plusieurs reports, la cérémonie a lieu le 25 février, sous la direction de l'évêque de Winchester Henry Woodlock. Lors du couronnement, Édouard jure de défendre « les lois légitimes et les coutumes que la communauté du royaume aura choisies ». On ignore encore ce que cette phrase voulait signifier, : elle aurait pu soit forcer Édouard à accepter la législation future, soit l'empêcher de se dédier de toute promesse, soit s'attirer les bonnes grâces de ses barons. La cérémonie est marquée par les larges foules de spectateurs qui pénètrent dans le palais, faisant s'écrouler un mur et forçant le roi à s'enfuir par une porte secrète.
Isabelle a seulement 12 ans lors du mariage, un âge assez jeune pour l'époque, et Édouard a probablement des relations avec des maîtresses au cours des premières années de leur mariage,. C'est à cette période que voit le jour le seul fils illégitime d'Édouard, Adam FitzRoy, même s'il est possible qu'Adam soit né avant même l'avènement d'Édouard II. Le premier fils d'Édouard et Isabelle naît en 1312 : il s'agit du futur Édouard III, dont la naissance donne suite à de grandes célébrations. Trois autres enfants suivent : Jean d'Eltham en 1316, Éléonore de Woodstock en 1318 et Jeanne de la Tour en 1321,.

### Premières tensions autour de Gaveston

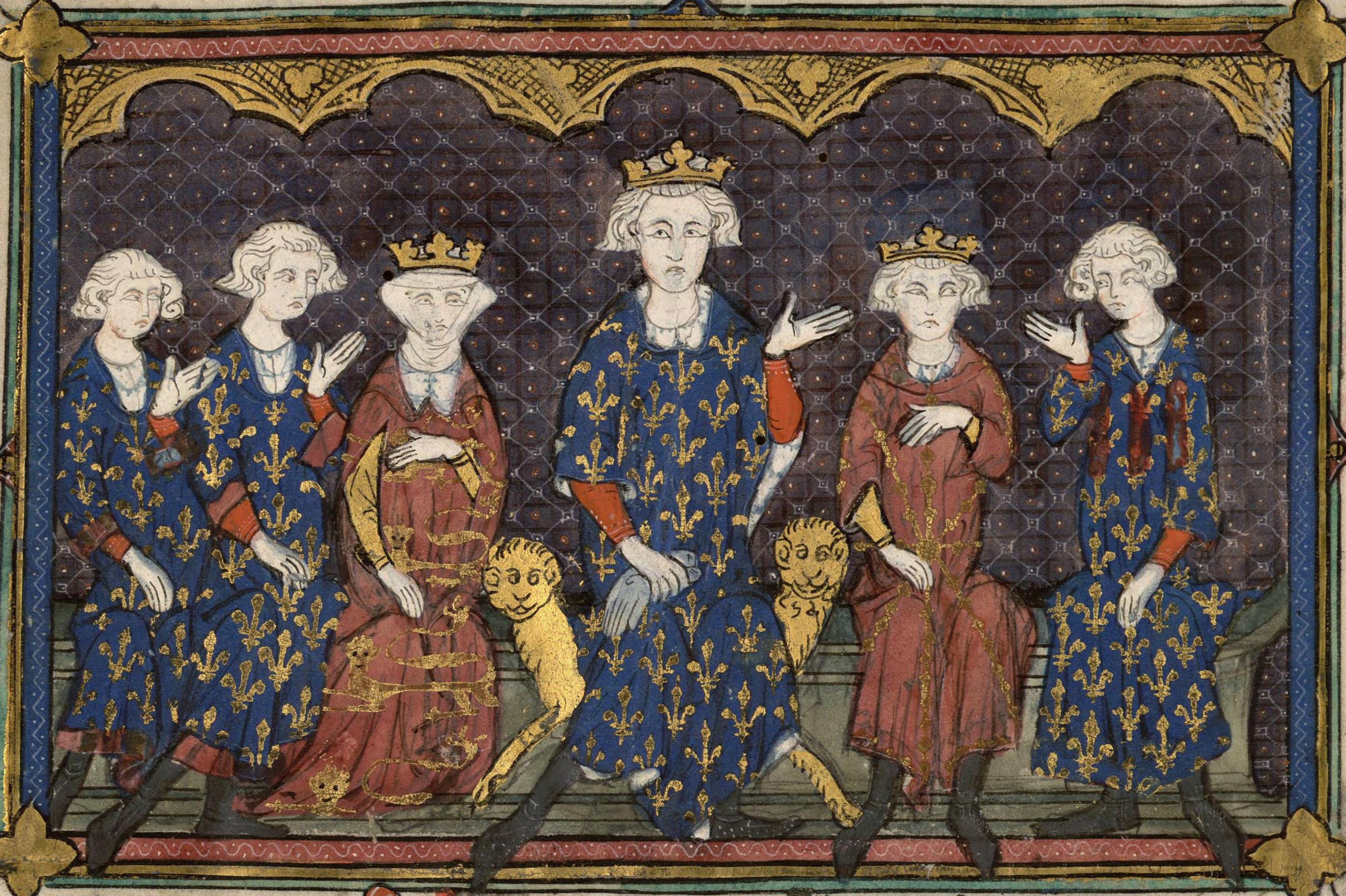
Isabelle de France, troisième en partant de la gauche, avec son père Philippe IV le Bel, au centre.

Le retour d'exil de Gaveston en 1307 est initialement accepté par les barons mais l'opposition envers le favori commence à apparaître rapidement,. Celui-ci a une influence excessive sur la politique royale, conduisant à des plaintes de la part d'un chroniqueur, qui déplore qu'il y ait « deux rois en un seul royaume, l'un par le nom et l'autre par les actes ». Des accusations de détournement des fonds royaux et des présents de la reine sont portées contre Gaveston, même si elles sont probablement fausses. Gaveston a joué un rôle-clé dans le couronnement d'Édouard, notamment du fait de la richesse de ses habits et de la préséance qui lui a été accordée, ainsi que de la préférence affichée du roi qui a quelque peu négligé son épouse, provoquant la fureur des barons anglais et français,.
Le Parlement se réunit en février 1308 dans une atmosphère assez bouillonnante. Édouard est pressé de discuter la possibilité d'une réforme du gouvernement mais les barons sont réticents à l'idée de commencer un tel débat tant que le problème de Gaveston n'est pas résolu. La session parlementaire semble au bord de l'éclatement jusqu'à l'intervention du modéré Henry de Lacy, 3e comte de Lincoln, qui convainc les barons de s'incliner. Un nouveau Parlement est convoqué en avril, lors duquel les barons critiquent à nouveau Gaveston et demandent son exil. Cette fois, Édouard doit acquiescer à cause du soutien de la reine Isabelle et de la France aux barons anglais. Le roi accepte de renvoyer son favori en Aquitaine, sous la menace d'une excommunication par l'archevêque de Cantorbéry Robert Winchelsey s'il ose revenir. Mais Édouard change d'avis au dernier moment et décide de l'envoyer à Dublin pour y prendre le poste de Lord lieutenant d'Irlande.
Édouard souhaite mener une campagne militaire en Écosse mais cette idée est rapidement abandonnée, et le roi et ses barons se réunissent en août 1308 pour discuter des futures réformes. En secret, Édouard entame des négociations avec Philippe IV et le pape Clément V pour autoriser Gaveston à rentrer en Angleterre, proposant la suppression de l'ordre des Templiers en Angleterre et la libération de l'évêque Langton. Édouard convoque les membres éminents du clergé et les barons en janvier 1309. Les barons s'assemblent autour de Thomas de Lancastre, le cousin du roi, en mars ou avril. Un autre Parlement suit, au cours duquel l'idée d'un retour de Gaveston est rapidement rejetée, mais où Édouard se voit proposer des subsides supplémentaires s'il accepte un programme de réformes.
Édouard envoie des assurances au pape que le conflit autour de Gaveston est terminé. Sur la base de ces promesses et doutant de la procédure concernant la menace d'excommunication, le pape annule la menace de l'archevêque de Cantorbéry, permettant le retour de Gaveston. Gaveston rentre en juin en Angleterre, où il est accueilli par le roi. Le mois suivant, lors du Parlement, Édouard accepte une série de concessions pour satisfaire les barons opposés à Gaveston, notamment la limite des pouvoirs du Lord-intendant et du maréchal au sein de la suite royale, la régulation des pouvoirs impopulaires de la Couronne tels la pourvoyance et l'abandon de lois récemment mises en place. En retour, le Parlement accepte d'accorder au roi des taxes fraîchement levées pour la guerre en Écosse. De manière temporaire, Édouard et les barons sont parvenus à un compromis.

### Ordonnances de 1311
Après son retour, les relations entre Gaveston et les principaux barons deviennent de plus en plus tendues. Le favori est considéré comme arrogant et il prend peu à peu l'habitude d'insulter les barons, notamment Guy de Beauchamp qui est désigné comme le « chien de Warwick »,. Le comte de Lancastre et les barons hostiles à Gaveston refusent d'assister au Parlement en 1310, en raison de sa présence. Édouard doit faire face à des problèmes financiers grandissants, ayant une dette de 22 000 £ auprès des banquiers Frescobaldi et devant faire face à des protestations quant à son droit de pourvoyance pour acquérir des vivres pour la guerre en Écosse. Le roi échoue à lever des troupes pour l'Écosse et les barons suspendent leur participation à la collecte de taxes.
Le roi et son Parlement se rencontrent à nouveau en février 1310 et les propositions de discussions concernant la politique écossaise sont vite remplacées par un débat sur les problèmes domestiques. Édouard est prié d'abandonner Gaveston comme conseiller et d'approuver plutôt les avis de 21 barons élus, appelés Ordonnateurs, qui conduiraient une réforme du gouvernement et du ménage royal. Sous pression, Édouard accepte la proposition et les Ordonnateurs sont élus, largement divisés entre réformateurs et conservateurs. Tandis que les Ordonnateurs préparent les réformes, Édouard et Gaveston emmènent une armée de 4 700 hommes en Écosse, où la situation militaire n'a eu de cesse de se détériorer. Robert Bruce refuse de livrer bataille et la campagne militaire progresse de manière inefficace pendant l'hiver jusqu'à ce que les vivres et l'argent commencent à manquer en 1311, forçant le roi à rentrer précipitamment en Angleterre.
À son retour, les Ordonnateurs ont établi une série d'ordonnances afin de réformer le pays et Édouard n'a guère le choix que de les accepter en octobre,. Les Ordonnances de 1311 contiennent des clauses limitant le pouvoir royal d'aller en guerre ou d'accorder des terres sans l'accord du Parlement, donnant le pouvoir au Parlement de contrôler l'administration royale, abolissant le système de pourvoyance, excluant les banquiers Frescobaldi et introduisant un système pour contrôler l'adhésion aux Ordonnances. De plus, les Ordonnances exilent pour une troisième fois Gaveston, cette fois avec impossibilité de se réfugier dans les terres du roi, dont l'Irlande et la Gascogne, et la confiscation de ses titres. Édouard se retire dans ses terres à Windsor et Kings Langley. Gaveston quitte peu après l'Angleterre, avec pour lieu de refuge la France ou la Flandre.

## Milieu de règne (1311-1321)

### Mort de Gaveston
Les tensions entre Édouard et ses barons restent élevées : les comtes opposés au roi gardent leurs armées privées mobilisées même après le départ de Gaveston. Édouard II est désormais devenu distant avec son cousin Thomas de Lancastre, qui détient les comtés de Lancastre, de Leicester, de Lincoln, de Salisbury et de Derby. Son revenu annuel est estimé à environ 11 000 £, soit le double du second pair le plus riche du royaume. Soutenu par les comtes d'Arundel, de Gloucester, de Hereford, de Pembroke et de Warwick, Lancastre crée une puissante faction en Angleterre, mais il ne semble pas avoir été intéressé par l'administration et n'est pas un politicien efficace,,.
Édouard répond à la menace des barons en révoquant les Ordonnances et en rappelant Gaveston en Angleterre, avec lequel il est réuni à York en janvier 1312. Les barons sont furieux et se retrouvent à Londres, où Gaveston est excommunié par Robert Winchelsey. Les barons mettent ensuite en place un plan pour capturer Gaveston et l'empêcher de trouver asile en Écosse,. Édouard, Isabelle et Gaveston quittent Newcastle upon Tyne, poursuivis par Lancastre et ses partisans. Abandonnant sur son chemin de nombreux effets personnels, la suite royale s'enfuit par navire et atteint Scarborough, où Gaveston reste pendant que le couple royal retourne à York. Après un bref siège, Gaveston doit se rendre aux comtes de Pembroke et de Surrey, sous la promesse qu'aucun mal ne lui sera fait. Il avait avec lui une forte somme d'argent, d'or et de gemmes qui faisait sans doute partie du trésor royal, qu'il fut plus tard accusé d'avoir dérobée.
Sur le chemin de retour, Pembroke marque une pause au village de Deddington dans les Midlands, plaçant Gaveston sous la protection de sa garde pendant qu'il part rendre visite à son épouse,. Le comte de Warwick a alors l'occasion de se saisir de Gaveston, qu'il emmène au château de Warwick, où Lancastre et ses partisans se rassemblent le 18 juin. Après un bref procès, Gaveston est déclaré coupable de haute trahison selon les clauses des Ordonnances. Il est exécuté le lendemain à Blacklow Hill sur ordre du comte de Lancastre,. Le corps de Gaveston ne sera enterré qu'en janvier 1315, lorsque ses funérailles seront tenues au prieuré de Kings Langley.

### Tensions avec Lancastre et la France

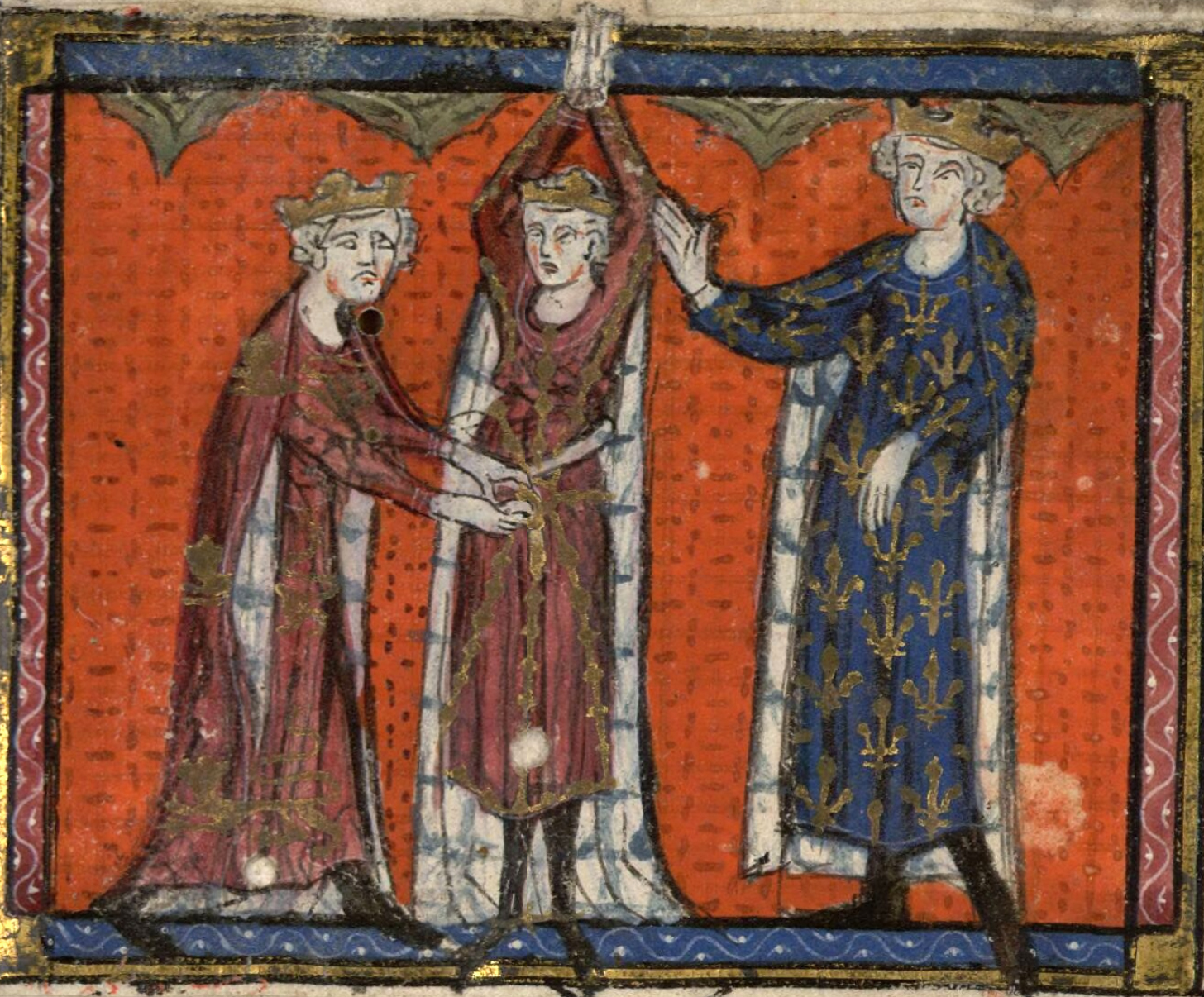
Édouard (à gauche) assiste à l'adoubement de son beau-frère par Philippe IV le Bel à Notre-Dame-de-Paris en 1313.

Les réactions à l'exécution de Gaveston varient considérablement. Édouard est furieux et profondément bouleversé par ce qu'il considère comme un meurtre. Il accorde sa protection à la famille de Gaveston et souhaite se venger sur les barons responsables,. Les comtes de Pembroke, de Surrey et d'Arundel sont embarrassés et mécontents des actions de Warwick et Lancastre : ils rallient par la suite le parti royal,. Pour Lancastre et ses partisans, l'exécution avait été à la fois légale et nécessaire pour préserver la stabilité du royaume. La guerre civile semble évidente mais en décembre, le comte de Pembroke négocie une paix potentielle entre les deux camps : les barons de l'opposition seront pardonnés pour la mort de Gaveston mais en échange, ils devront suivre le roi dans sa prochaine campagne en Écosse. Lancastre et Warwick ne donnent pourtant pas leur accord immédiat et les négociations se poursuivent tout au long de l'année 1313.
Entretemps, Pembroke négocie avec la France pour gommer les désaccords concernant l'administration de la Gascogne. Édouard et Isabelle se rendent à Paris en mai 1313 pour y rencontrer Philippe IV. Édouard espère sans doute y résoudre le problème gascon et obtenir le soutien de Philippe contre ses barons. Pour le roi de France, il s'agit d'une occasion pour impressionner son gendre par son pouvoir et sa puissance. Cette visite est fastueuse, avec notamment une grande cérémonie lors de laquelle les deux rois adoubent les trois fils de Philippe le Bel et 200 autres hommes à la cathédrale Notre-Dame-de-Paris. De grands banquets sont organisés le long de la Seine, lors desquels les deux rois proclament leur volonté de participer à une croisade en Terre sainte. Philippe se montre généreux envers Édouard en ce qui concerne la Gascogne et les festivités ne sont gâchées que par un incendie dans les appartements d'Édouard.
À son retour, Édouard se retrouve en position de force face à ses adversaires. Après d'intenses négociations, les barons, dont Lancastre et Warwick, parviennent à un compromis en octobre 1313, similaire à l'accord de décembre 1312. Les finances d'Édouard s'améliorent, grâce à l'accord du Parlement pour une nouvelle levée de taxes, un prêt de 160 000 florins de la part du pape, un emprunt de 33 000 £ fait auprès de Philippe et d'autres prêts de son banquier italien Antonio Pessagno,. Pour la première fois de son règne, le gouvernement d'Édouard ne se trouve pas en difficulté financière.

### Bataille de Bannockburn

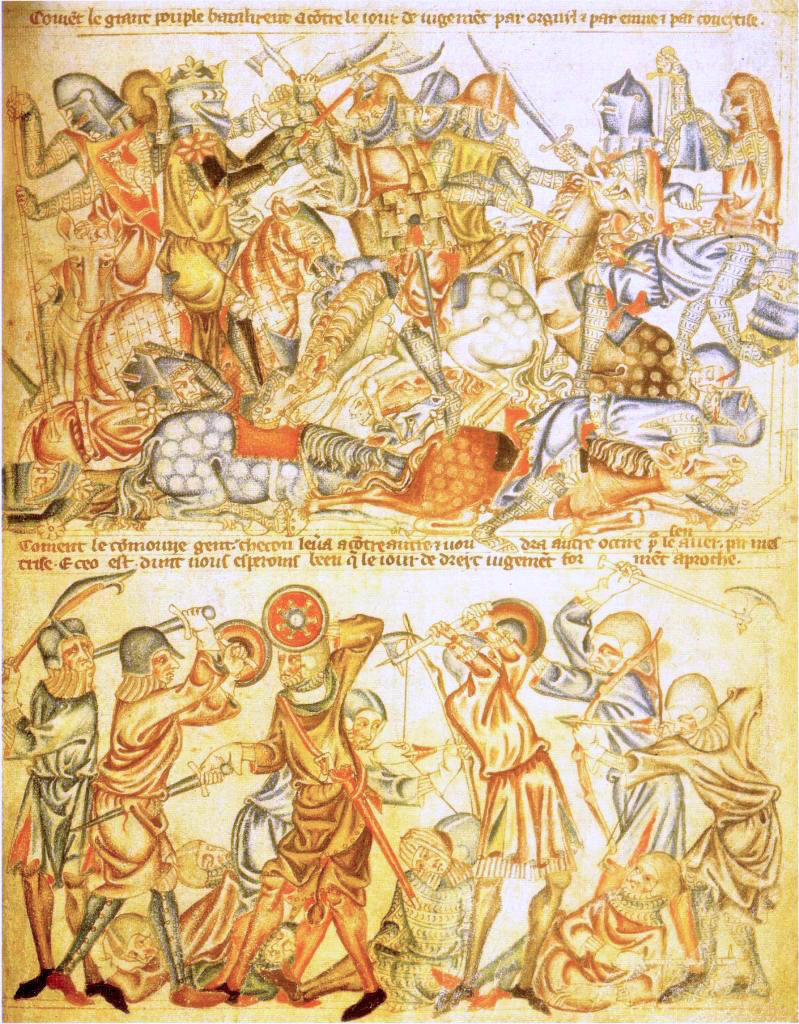
Représentation de la bataille de Bannockburn en 1314 dans la Bible de Holkham.

Au début de l'année 1314, Robert Bruce a repris l'essentiel des châteaux d'Écosse auparavant détenus par les Anglais. Il mène des raids dans le nord de l'Angleterre, jusqu'à Carlisle. En réponse, Édouard planifie une campagne majeure avec le soutien de Lancastre et des barons, mobilisant une puissante armée de 15 000 à 20 000 hommes,. Pendant ce temps, Robert assiège le château de Stirling, une fortification stratégique en Écosse. Le commandant anglais de Stirling fait savoir à Bruce qu'il capitulera si Édouard ne vient pas le délivrer avant le 24 juin. En apprenant cela fin mai, Édouard décide d'accélérer le rythme de marche. Il quitte immédiatement la ville frontalière de Berwick-upon-Tweed afin de soulager Stirling. Robert n'a sous ses ordres qu'entre 5 000 et 6 500 hommes, en grande partie des lanciers, mais il est prêt à affronter son adversaire.
La bataille décisive commence le 23 juin lorsque les Anglais tentent de forcer leur passage à travers la colline de Bannockburn, entourée de marais. Des escarmouches éclatent entre les deux armées, qui amènent notamment la mort d'Henri de Bohun, que Robert Bruce tue en combat singulier. Édouard poursuit son avancée le lendemain et rencontre alors l'ensemble de l'armée écossaise lorsque celle-ci émerge des bois environnants. Édouard ne s'attendait pas à livrer bataille en un tel lieu et avait gardé son armée en ordre de marche — les archers se trouvant à l'arrière de l'armée, contrairement à la tactique militaire traditionnelle. La cavalerie anglaise a du mal à livrer combat en un lieu si étroit et est écrasée par les lanciers écossais. L'armée anglaise est submergée et le roi ne peut la reprendre en main.
Édouard reste à l'arrière pour observer le combat mais, pour le comte de Pembroke, il devient évident que la bataille est perdue. Pembroke exfiltre le roi en dehors du champ de bataille, talonné par la cavalerie écossaise. Édouard échappe de justesse à la capture après une résistance acharnée, faisant le serment de fonder un couvent carmélite à Oxford s'il parvient à survivre. L'historien Roy Haines décrit la défaite anglaise comme une « calamité aux proportions inconcevables » pour les Anglais, dont les pertes sont extrêmement élevées,. À la suite de la déroute anglaise, Édouard retourne en toute hâte à Dunbar, prend un navire pour Berwick puis rentre à York. En son absence, Stirling capitule devant l'armée écossaise victorieuse.

### Famine et mécontentement
À la suite du fiasco de Bannockburn, les comtes de Warwick et de Lancastre voient leur influence politique croître et pressent Édouard de remettre en vigueur les Ordonnances de 1311. Lancastre accède à la tête du conseil royal en 1316, promettant d'améliorer les Ordonnances par le biais d'une nouvelle commission de réforme. Il abandonne rapidement ce poste en raison de ses désaccords avec les autres barons et de sa santé déclinante,. Il refuse par la suite de se présenter aux Parlements pendant deux ans, mettant un brusque coup d'arrêt à un gouvernement efficace. Cette situation tendue empêche toute nouvelle campagne en Écosse et fait craindre l'éclatement d'une guerre civile,. Après maintes négociations impliquant le comte de Pembroke, Édouard et Lancastre ratifient finalement le traité de Leake en août 1318, qui assure à Lancastre et sa faction un pardon royal et une nouvelle place au conseil royal. Le risque d'un conflit ouvert entre les deux cousins est temporairement écarté,.
Les difficultés d'Édouard sont exacerbées par des problèmes agricoles récurrents, s'inscrivant dans un désastre naturel européen connu sous le nom de Grande famine. La famine commence fin 1314 avec des pluies torrentielles, qui sont bientôt suivies par une vague de froid et de fortes pluies le printemps suivant, tuant de nombreux bétails. Le mauvais temps est presque ininterrompu jusqu'en 1321, avec pour conséquence une série de mauvaises récoltes,. Les revenus de l'exportation de la laine anglaise chutent et les prix de la nourriture ne cessent de croître, malgré les tentatives du gouvernement d'Édouard II pour contrôler les prix,. Édouard appelle les accapareurs de nourriture à en vendre et encourage le commerce intérieur et l'importation de grain, mais avec peu de résultats concluants. La réquisition de provisions pour la cour durant la famine ne fait que renforcer le mécontentement.
Entretemps, Robert Bruce exploite sa victoire à Bannockburn pour mener à nouveau des raids dans le nord de l'Angleterre, attaquant d'abord Carlisle et Berwick, puis se dirigeant vers le Lancashire et le Yorkshire, allant même jusqu'à menacer York. Édouard entreprend une campagne coûteuse et inefficace pour contrecarrer son avancée en 1319, d'autant que la famine empêche le ravitaillement des garnisons du nord,. Dans le même temps, une expédition écossaise est conduite par Édouard Bruce, frère du roi d'Écosse, en Irlande. Édouard Bruce est finalement défait et tué à la bataille de Faughart en 1318 et sa tête est envoyée à Édouard II. Des révoltes éclatent également dans le Lancashire en 1315, ainsi que dans le Glamorgan et à Bristol en 1316 mais elles sont écrasées rapidement,.
La famine et la politique écossaise sont ressenties comme une punition divine et les plaintes envers le roi se multiplient. Un contemporain n'hésite pas à écrire un poème intitulé Les Temps diaboliques d'Édouard II,. Nombreux sont ceux qui critiquent l'ignoble intérêt d'Édouard pour les activités rustiques. En 1318, un déséquilibré nommé John Deydras se présente à Oxford, affirmant être le vrai Édouard II, échangé à la naissance avec un fils de charretier. Deydras est dûment exécuté mais sa revendication au trône résonne avec les critiques envers Édouard II pour son médiocre comportement royal et l'absence d'une autorité stable,. L'opposition se concentre également contre le traitement accordé aux favoris royaux. Édouard a gardé au fil des années quelques-uns de ses anciens conseillers, malgré les tentatives des Ordonnateurs pour les écarter. Il divise ainsi l'immense héritage de la famille de Clare entre deux de ses favoris,,, Hugh Audley et Roger Damory, les rendant immensément riches. Un grand nombre des modérés ayant établi le compromis de 1318 commencent alors à se détourner du roi, rendant la violence encore plus probable.

## Fin de règne (1321-1326)

### La guerre des Despenser
La guerre civile tant redoutée éclate finalement en 1321, précipitée par les tensions entre les barons et les nouveaux favoris du roi, la famille Despenser. Hugues le Despenser l'Aîné avait servi Édouard et son père tandis que son fils Hugues le Jeune a épousé une des héritières de Clare. Hugues le Jeune devient Lord Chambellan et acquiert le Glamorgan dans les Marches galloises en 1317. Il étend par la suite son pouvoir au sein du pays de Galles, principalement aux dépens des autres seigneurs des Marches. Le comte de Lancastre et les Despenser sont des ennemis acharnés et l'antipathie du comte envers les Despenser est partagée par la plupart de leurs voisins, dont le comte de Hereford, la famille Mortimer et les anciens favoris Hugh Audley et Roger Damory. Édouard s'appuie néanmoins énormément sur les conseils des Despenser et se montre particulièrement proche de Hugues le Jeune, dont la relation est ainsi rapportée par un chroniqueur : « Il l'aimait chèrement de tout son cœur et de toute son âme. »
Au début de l'année 1321, Lancastre mobilise une coalition des ennemis des Despenser dans le territoire des Marches. Édouard et Hugues le Jeune en deviennent rapidement conscients en mars et se dirigent vers les Marches, espérant que les négociations du modéré comte de Pembroke désamorceront encore une fois la situation. Cette fois-ci, Pembroke s'excuse et décline l'invitation. La guerre éclate en mai. Les terres des Despenser sont saisies rapidement par la coalition des barons des Marches et la noblesse locale. Lancastre y réunit en juin de nombreux membres du clergé et de la noblesse et y condamne les Despenser pour avoir brisé les Ordonnances de 1311,. Édouard tente de réconcilier les barons mais en juillet, l'opposition occupe Londres et demande la mise à l'écart permanente des Despenser. Craignant d'être déposé s'il refuse de coopérer, Édouard accepte d'exiler les Despenser et pardonne les rebelles,.
Édouard commence alors à préparer sa revanche. Avec l'aide de Pembroke, le roi forme une petite coalition comprenant ses demi-frères, quelques comtes et prélats, et se prépare à la guerre. Édouard décide tout d'abord de s'en prendre à Bartholomew de Badlesmere et envoie son épouse Isabelle dans la forteresse de Badlesmere, le château de Leeds, afin d'y créer un casus belli. Badlesmere étant absent, c'est son épouse Marguerite qui est responsable du château. Celle-ci ordonne à ses hommes de tirer sur l'escorte de la reine, donnant un prétexte au roi pour intervenir. Lancastre refuse d'aider Badlesmere, qui est son ennemi personnel, et Édouard reprend ainsi rapidement le contrôle du sud de l'Angleterre. Alarmé, Lancastre prend alors les armes au nord, tandis que le roi rassemble des renforts à Gloucester. Les Despenser sont alors rappelés d'exil et sont pardonnés par le conseil royal.
En décembre, Édouard conduit son armée au devant de la Severn et pénètre dans les Marches galloises, où l'opposition des barons s'est rassemblée. La coalition dans les Marches s'effondre lorsque les membres de la famille Mortimer capitulent en janvier 1322, mais Damory, Audley et Hereford s'enfuient dans le nord pour y rejoindre Lancastre, qui a mis le siège devant le château de Tickhill. Encouragé par l'arrivée de nouveaux renforts en Galles, Édouard part à leur poursuite. Il affronte Lancastre le 10 mars à Burton upon Trent. Lancastre, en infériorité numérique, se retire sans combat. Andrew Harclay, lieutenant du roi dans le nord, intercepte l'armée de Lancastre qu'il écrase le 16 mars à la bataille de Boroughbridge. Capturé par Harclay, Lancastre est transféré au château de Pontefract où il est remis au roi et à Hugues le Jeune. Après un procès expéditif, le comte de Lancastre est convaincu de trahison et décapité,.

### Le «règne des Despenser»

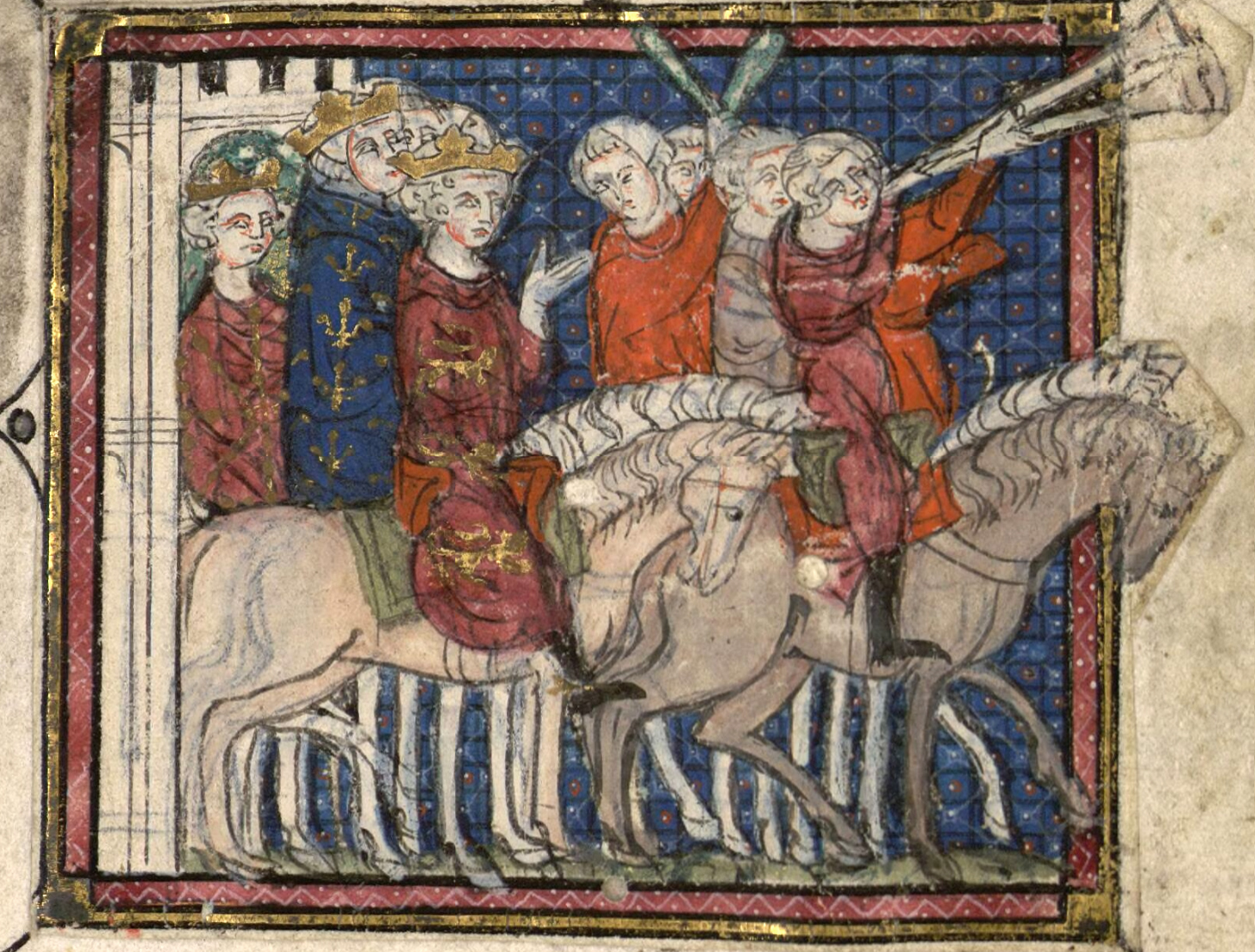
Édouard (troisième en partant de la gauche) chassant avec le roi Philippe IV.

Édouard punit les partisans de Lancastre à travers un système de tribunaux spéciaux dans toute l'Angleterre, les juges connaissant à l'avance le verdict devant être prononcé et les accusés n'étant pas autorisés à parler pour assurer leur propre défense. Beaucoup de ceux qu'on appelle les « Contrariants » sont exécutés, emprisonnés ou se voient imposer de colossales amendes, avec en plus la confiscation de leurs terres et l'incarcération de leurs proches,. Le comte de Pembroke, dont le roi se méfie désormais, est arrêté et relâché seulement après avoir offert ses terres en garantie. Édouard récompense ses partisans qui lui sont restés fidèles tout au long du duel avec les barons, en particulier les Despenser, en leur accordant les terres confisquées. Les amendes et les confiscations rendent le roi immensément riche : près de 15 000 £ lui sont versées les premiers mois suivant son triomphe, et en 1326, le trésor d'Édouard contient 62 000 £. Un Parlement réuni à York en mars 1322 révoque formellement les Ordonnances par le biais du statut d'York et accorde des taxes fraîchement levées au roi pour combattre les Écossais.
La campagne anglaise contre l'Écosse est planifiée à grande échelle, avec une armée d'environ 23 350 hommes. Édouard pénètre dans le Lothian et se dirige vers Édimbourg, mais Robert Bruce refuse de livrer bataille, attirant les Anglais plus profondément en Écosse. Les plans de ravitaillement par voie maritime échouent et la puissante armée anglaise manque rapidement en vivres. Édouard est contraint de battre en retraite au sud de la frontière, poursuivi par des raids écossais. Le fils illégitime d'Édouard, Adam, meurt pendant la campagne et les raids manquent de peu de capturer la reine Isabelle, qui était restée à Tynemouth, et l'obligent à s'enfuir par la mer. Le roi projette une nouvelle campagne, en levant de nouvelles taxes, mais la confiance envers Édouard en ce qui concerne l'Écosse diminue. Andrew Harclay, qui a battu Lancastre à Boroughbridge et a été créé comte de Carlisle, négocie secrètement un traité de paix avec Robert Bruce en janvier 1323, lui promettant de le reconnaître comme roi d'Écosse s'il cesse ses attaques,. En apprenant cela, Édouard est furieux et fait immédiatement exécuter Harclay, mais il accepte peu après de signer une trêve de 13 ans avec Robert Bruce,.
Hugues le Despenser le Jeune vit dans un grand luxe, joue un rôle primordial au sein du gouvernement du roi et exécute sa politique grâce à un puissant réseau d'alliances dans tout le pays. Soutenus par le chancelier Robert Baldock et le trésorier Walter de Stapledon, les Despenser accumulent terres et puissance. Ils utilisent leur position privilégiée auprès du roi pour recueillir ce que l'historien Seymour Phillips décrit comme « la réalité de la fraude, des menaces de violence et de l'abus de procédure légale »,. Pendant ce temps, Édouard doit faire face à de nouveaux défis à son autorité. Des miracles se seraient accomplis près de la tombe du défunt comte de Lancastre et de la potence utilisée pour exécuter les opposants à Bristol. L'application de la loi s'effrite peu à peu, phénomène encouragé par le chaos provoqué par la confiscation des terres. La vieille opposition des Marches galloises essaie en janvier 1323 de libérer des prisonniers détenus par Édouard au château de Wallingford. Le 1er août 1323, Roger Mortimer, un des membres éminents des barons des Marches, s'évade de la Tour de Londres pour aller se réfugier en France.

### Guerre avec la France
Les désaccords entre Édouard et la couronne de France à propos du duché de Gascogne aboutissent à la guerre en 1324. Charles IV le Bel, le beau-frère d'Édouard, a accédé au trône en 1322 et est bien plus agressif que ses prédécesseurs. En 1323, il insiste pour que Édouard vienne rendre à Paris l'hommage pour la Gascogne et requiert que les administrateurs du roi d'Angleterre en Gascogne autorisent les officiers français à appliquer les ordres donnés depuis Paris. Les relations des deux rois se durcissent en octobre 1323 lorsqu'un groupe de soldats anglais pend un sergent français qui était venu bâtir une nouvelle bastide dans l'Agenais, un territoire contesté sur la frontière gasconne. Édouard nie toute responsabilité dans l'attaque mais le duel avec Charles semble désormais imminent. En 1324, Édouard dépêche le comte de Pembroke à Paris pour résoudre les tensions mais le comte meurt subitement en chemin. Charles mobilise son armée et ordonne l'invasion de la Gascogne.
Les forces anglaises en Gascogne s'élèvent à environ 4 400 hommes, mais l'armée française, commandée par Charles de Valois, en compte 7 000. Valois s'empare de l'Agenais et poursuit sa route vers Bordeaux, qu'il isole complètement. En représailles, Édouard ordonne l'arrestation de toute personne française en Angleterre et saisit les terres de la reine Isabelle, l'accusant de correspondre secrètement avec son frère. En novembre 1324, il rencontre ses barons et ses prélats au Parlement, et ceux-ci lui suggèrent de se rendre en Gascogne avec 11 000 hommes. Édouard décide de ne pas s'y rendre personnellement mais envoie le comte de Surrey. Dans le même temps, il entreprend des négociations avec le roi de France. Charles fait plusieurs propositions, la plus tentante étant que si le roi d'Angleterre accepte d'envoyer son épouse Isabelle et son fils aîné Édouard à Paris afin que ce dernier lui rende l'hommage requis, il accepterait la paix et lui restituerait ses terres gasconnes. Édouard et ses conseillers hésitent à envoyer le prince héritier en France mais acceptent qu'Isabelle se rende en France en mars 1325 pour y représenter leurs intérêts.

## Chute du pouvoir (1326-1327)

### Rupture avec Isabelle

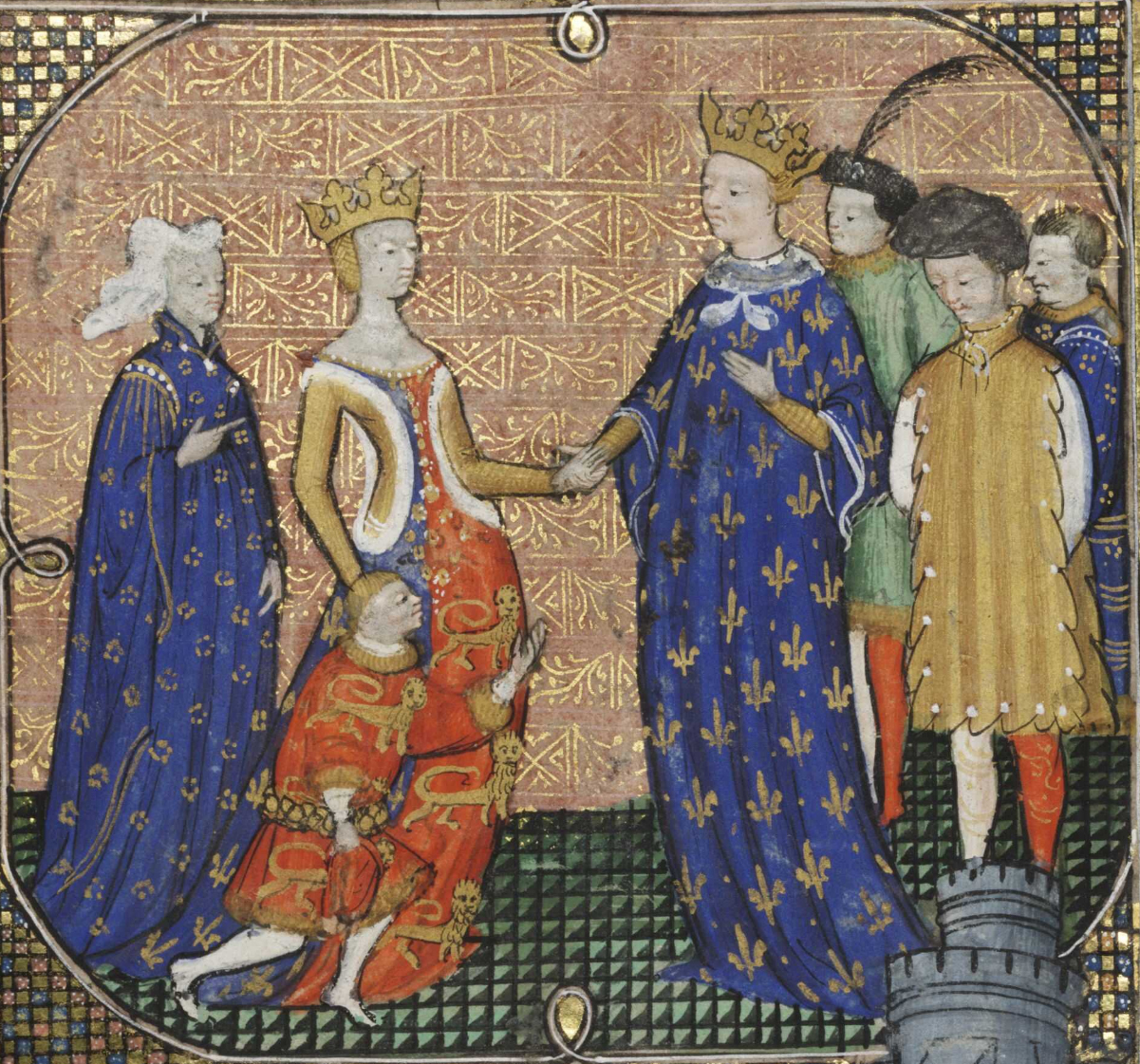
Le futur Édouard III rend hommage en 1325 à Charles IV sous la direction de la reine Isabelle.

Isabelle et les envoyés d'Édouard entreprennent des négociations avec les Français fin mars. Les négociations sont difficiles et un compromis est seulement trouvé après l'intervention personnelle d'Isabelle auprès de son frère Charles. Les termes du traité sont particulièrement favorables à la couronne de France : Édouard doit impérativement rendre l'hommage pour la Gascogne. Inquiet des conséquences d'une reprise de la guerre, Édouard II accepte le traité de paix mais choisit de donner la Gascogne à son fils aîné Édouard, afin qu'il rende lui-même l'hommage, et envoie le prince à Paris,,. Le jeune prince traverse la Manche et accomplit l'hommage en septembre.
Édouard s'attend désormais à ce que son épouse et son fils rentrent en Angleterre, mais Isabelle décide de rester en France et n'affiche aucune intention de retourner auprès de son époux,. Jusqu'en 1322, le mariage d'Édouard et Isabelle semble avoir porté ses fruits, mais au moment où la reine quitte le royaume en 1325, il s'est considérablement détérioré. Isabelle n'apprécie pas Hugues le Despenser le Jeune, tout d'abord du fait de ses abus sur les femmes de haut statut. Au cours de son mariage, Isabelle a été profondément embarrassée de devoir fuir par trois fois les armées écossaises, et elle blâme Hugues le Jeune à la dernière occasion en octobre 1322. Lorsque Édouard négocie la trêve avec Robert Bruce en 1323, il s'attire ainsi la colère des exilés écossais opposés à Bruce, dont les Beaumont, qui sont des amis proches d'Isabelle. La reine est par ailleurs mécontente de l'arrestation de sa suite et de la saisie de ses terres au moment où la guerre éclate avec la France en 1324. Enfin, Édouard lui a retiré la garde de leurs enfants et l'a confiée à l'épouse de Hugues le Despenser.
À partir de février 1326, il devient évident à la cour de France comme à la cour d'Angleterre que la reine Isabelle entretient une relation avec l'exilé Roger Mortimer. On ignore quand a eu lieu la première rencontre d'Isabelle et Mortimer ou quand a commencé leur relation,, mais les deux partagent un ennemi commun : le régime d'Édouard et des Despenser. Édouard demande expressément à son fils de retourner en Angleterre et supplie Charles IV d'intercéder en sa faveur, mais ces demandes n'ont aucun effet.
Les opposants d'Édouard commencent à se rassembler autour d'Isabelle et Mortimer à Paris, et Édouard devient peu à peu anxieux à l'idée que Mortimer puisse mener une invasion de l'Angleterre. Les deux amants se tournent vers le comte Guillaume Ier de Hainaut et proposent une alliance matrimoniale entre le prince Édouard et Philippa, une des filles de Guillaume. En retour d'une alliance avantageuse avec l'héritier de la couronne d'Angleterre avec une dot importante pour Philippa, Guillaume offre 132 vaisseaux de transport et 8 vaisseaux de guerre pour aider Isabelle à mener à bien son projet d'invasion de l'Angleterre. Le jeune Édouard et Philippa sont officiellement fiancés le 27 août, tandis qu'Isabelle et Mortimer préparent activement leur prochaine campagne militaire.

### Invasion de l'Angleterre et capture

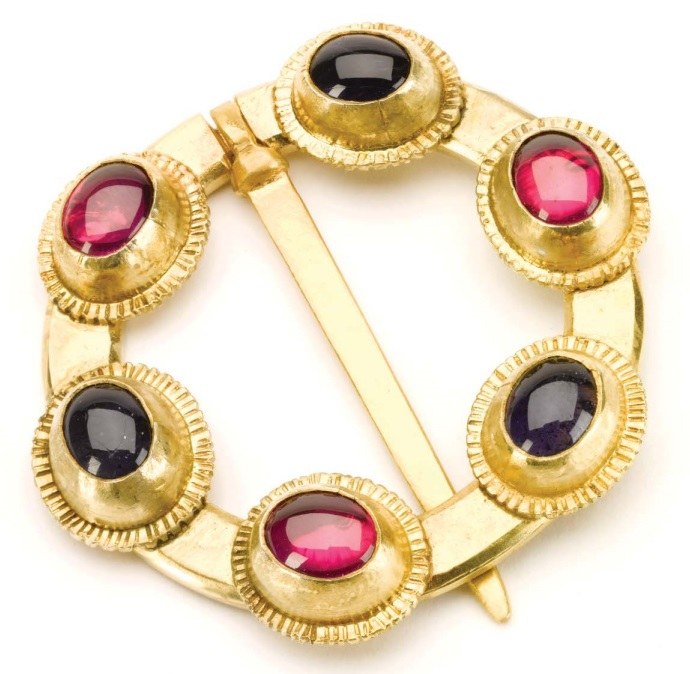
Réplique de la broche d'Oxwich, détenue par Édouard et probablement pillée lors des événements de 1326.

En août 1326, Édouard mobilise ses défenses côtières dans la crainte d'une invasion menée ou par la France ou par Roger Mortimer. Des flottes sont rassemblées dans les ports de Portsmouth dans le sud et de l'Orwell à l'est. Un raid de 1 600 hommes est effectué en Normandie en attaque de diversion. Édouard lance un appel national à ses sujets pour défendre le royaume, mais recueille peu de soutiens. L'emprise du régime est fragile au niveau local, les Despenser sont partout détestés, et nombre des hommes auxquels Édouard a confié la défense du royaume se montrent incompétents ou déloyaux. Près de 2 000 hommes sont appelés à l'Orwell pour rejeter toute invasion par mer mais seuls 55 s'y présentent le jour du débarquement.
Roger Mortimer, Isabelle et le prince Édouard, accompagnés du demi-frère du roi, Edmond de Woodstock, débarquent dans l'Orwell le 24 septembre avec une petite force et ne rencontrent aucune résistance. Au contraire, les ennemis des Despenser se rallient à eux rapidement, dont le frère d'Edmond, Thomas de Brotherton, ainsi que Henri de Lancastre, frère du comte Thomas, et de nombreux prélats. Réfugié dans les fortifications de la Tour de Londres, Édouard essaie de rassembler des soutiens au sein même de la capitale. Londres se soulève contre son gouvernement, et le 2 octobre, le roi s'enfuit de la capitale, emmenant avec lui les Despenser,. Londres tombe dans l'anarchie lorsque les foules en colère s'en prennent aux partisans d'Édouard, tuant le trésorier Walter de Stapledon à la cathédrale Saint-Paul, et s'emparent de la Tour pour y libérer les prisonniers.
Édouard poursuit sa route vers l'ouest et atteint Gloucester le 9 octobre. Il espère se réfugier au pays de Galles et y mobiliser une puissante armée contre les rebelles. Mortimer et Isabelle ne sont pas loin. Des proclamations condamnent les actions du régime des Despenser. Jour après jour, les rebelles voient leurs forces croître. Édouard et Despenser le Jeune traversent la frontière et embarquent depuis Chepstow, cherchant à atteindre Lundy, puis l'Irlande, où le roi espère trouver refuge et lever une armée,. Le mauvais temps les ramène vers les côtes et ils doivent débarquer à Cardiff. Édouard se réfugie alors au château de Caerphilly et tente de rassembler ses derniers soutiens.
L'autorité d'Édouard s'effondre dans tout le pays où, en son absence, le parti d'Isabelle s'empare de l'administration avec le soutien de l'Église,. Les rebelles encerclent Bristol, où Despenser l'Aîné s'est réfugié. Après un bref siège, il doit se rendre et est exécuté. Édouard et Despenser le Jeune s'enfuient de Caerphilly le 2 novembre, abandonnant leurs bijoux, leurs vivres et au moins 13 000 livres. Ils espèrent une nouvelle fois rejoindre l'Irlande mais sont trahis et capturés le 16 novembre. Édouard est escorté d'abord au château de Monmouth puis est ramené au château de Kenilworth, où il est placé sous la garde de son cousin Henri de Lancastre. Les dernières forces royales, assiégées dans Caerphilly, capitulent au bout de quatre mois en mars 1327.

### Abdication

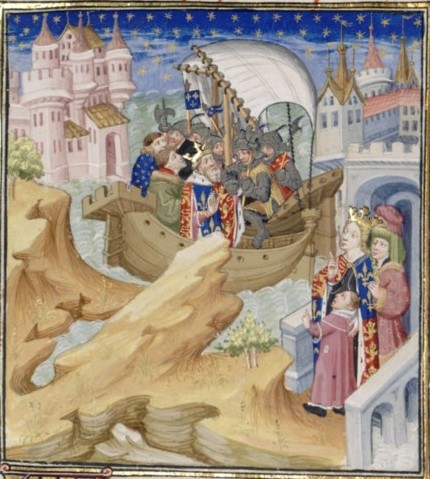
Représentation du XVe siècle de l'arrestation d'Édouard par Isabelle.

Isabelle et Mortimer prennent rapidement leur revanche sur l'ancien régime. Hugues le Despenser le Jeune est jugé, convaincu de haute trahison et condamné à être éventré, castré et écartelé. Il est exécuté le 24 novembre 1326. L'ancien chancelier Robert Baldock est enfermé à la prison de la Fleet, où il meurt rapidement de maltraitance. Le comte d'Arundel est décapité. La position d'Édouard reste problématique : il est toujours marié à Isabelle, et en théorie, il reste souverain d'Angleterre, mais la nouvelle administration créée par les rebelles a beaucoup à perdre s'il vient à être libéré et à reprendre le pouvoir.
Il n'y a alors pas de procédure pour déposer un monarque en Angleterre. Adam Orleton, évêque de Hereford, émet une série d'accusations contre le comportement d'Édouard en tant que roi. En janvier 1327, le Parlement se réunit à Westminster pour décider du futur d'Édouard, qui refuse de se présenter à ces sessions. Le Parlement, initialement ambivalent, répond à la foule de Londres qui insiste pour que le prince Édouard prenne le trône. Le 12 janvier, les barons et les prélats s'accordent pour que Édouard II soit destitué en faveur de son fils. Le lendemain, cette décision est proposée à l'assemblée des barons, où ces derniers tombent d'accord pour conclure que la faiblesse et les fautes personnelles du roi ont conduit le royaume au désastre, et qu'il est donc incompétent à gouverner le pays.
Peu après, une délégation de barons, de prélats et de chevaliers se rend à Kenilworth pour parler au roi. Le 20 janvier 1327, Henri de Lancastre et les évêques Jean de Stratford et Henry Burghersh rencontrent Édouard,. Ils l'informent que s'il accepte de renoncer à la couronne, son fils Édouard sera proclamé roi, mais s'il refuse, son fils sera déshérité et la couronne offerte à un candidat alternatif. En larmes, Édouard II accepte d'abdiquer, et le 21 janvier, William Trussell, représentant des seigneurs du royaume, vient retirer l'hommage à Édouard, mettant ainsi formellement un terme à son règne,. Le 24 janvier, un courrier en provenance de Kenilworth annonce à la foule londonienne qu'Édouard, désormais désigné sous son nom de jeunesse Édouard de Caernarfon, a consenti à céder le trône à son fils, qui est proclamé le lendemain roi sous le nom d'Édouard III. Le couronnement d'Édouard III a lieu le 1er février 1327 à l'abbaye de Westminster.

## Mort (1327)

### Mort et conséquences

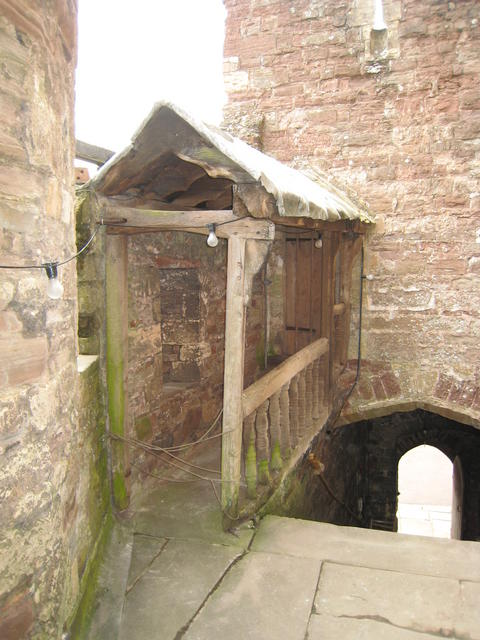
Passerelle couverte conduisant à une cellule au château de Berkeley, associée traditionnellement à l'emprisonnement d'Édouard.

Ceux qui s'opposent au nouveau gouvernement commencent à fomenter des plans pour délivrer Édouard. Roger Mortimer décide alors de transférer Édouard au château de Berkeley dans le Gloucestershire, mieux sécurisé. Arrivé le 5 avril 1327 à Berkeley, Édouard est placé sous la garde du gendre de Mortimer, Thomas de Berkeley, et de John Maltravers, qui reçoivent quotidiennement £5 pour la garde du roi déchu. On ignore comment a été traité Édouard pendant sa captivité : les chroniques officielles mentionnent l'achat de produits de luxe pour le roi, tandis que certains chroniqueurs suggèrent qu'il a été souvent maltraité. On a longtemps cru qu'un poème, la Complainte d'Édouard II, avait été rédigé par Édouard pendant son incarcération,,,, bien que les historiens modernes en doutent.
Les régents s'inquiètent des complots visant à libérer Édouard : certains impliquent les ordres dominicains, d'autres d'anciens chevaliers proches du roi déchu. Une de ces tentatives échoue de peu, ses auteurs allant jusqu'à pénétrer dans l'enceinte de Berkeley. En conséquence, Édouard est régulièrement déplacé pendant l'été 1327, avant de retourner à Berkeley début septembre. La situation politique reste instable et de nouveaux complots semblent avoir été fomentés pour le délivrer.
Le 23 septembre 1327, Édouard III et sa mère Isabelle sont informés qu'Édouard II est mort à Berkeley la nuit du 21 septembre,,,,,,. La plupart des historiens s'accordent pour dire qu'Édouard a bel et bien trépassé cette nuit-là, bien qu'un point de vue révisionniste affirme qu'il est mort bien plus tard,,,. Une lettre écrite aux alentours de 1336 appelée Lettre de Fieschi et adressée au roi Édouard III d'Angleterre par Manuele Fieschi, notaire pontifical et membre de l'influente famille Fieschi, affirme que le roi Édouard II d'Angleterre n'aurait pas été assassiné en 1327 mais se serait échappé et aurait passé le restant de ses jours en exil sur le continent. La mort d'Édouard est « étrangement opportune » selon les mots de Mark Omrod, car elle simplifie considérablement les problèmes politiques de Mortimer. La plupart des historiens croient qu'Édouard a été probablement assassiné sur ordre du nouveau régime, bien que l'on ne puisse en être certain. Plusieurs personnes soupçonnées d'être impliquées dans l'assassinat,,,, dont Thomas Gurney, William Ockley et Maltravers, s'enfuient par la suite. Si Édouard est mort de causes naturelles, son décès a pu être causé par une dépression consécutive à son emprisonnement. Toutefois, une tradition bien ancrée affirme que l'ancien roi aurait été liquidé d'une manière violente, à savoir un pieu de fer qui lui aurait été enfoncé dans l'anus en référence à ses supposés actes sodomites, et pour rendre invisible l'assassinat.
Le règne d'Isabelle et de Mortimer ne dure pas après l'annonce du décès d'Édouard II. Ils concluent la paix avec les Écossais au traité d'Édimbourg-Northampton en 1328, mais cette décision est grandement impopulaire. Isabelle et Mortimer amassent tous deux une grande puissance, ne cessant d'alimenter les critiques à leur encontre. Les relations entre Mortimer et le jeune Édouard III deviennent de plus en plus tendues, et en 1330, Édouard conduit un coup d'État au château de Nottingham. Il arrête et fait exécuter Mortimer sous quatorze chefs d'accusation, dont le meurtre d'Édouard II. Le gouvernement d'Édouard III blâme Mortimer pour tous les maux causés auparavant, réhabilitant de fait Édouard II. Le jeune roi épargne sa mère, lui accordant une généreuse pension, mais s'assure de son retrait politique.

### Funérailles et culte

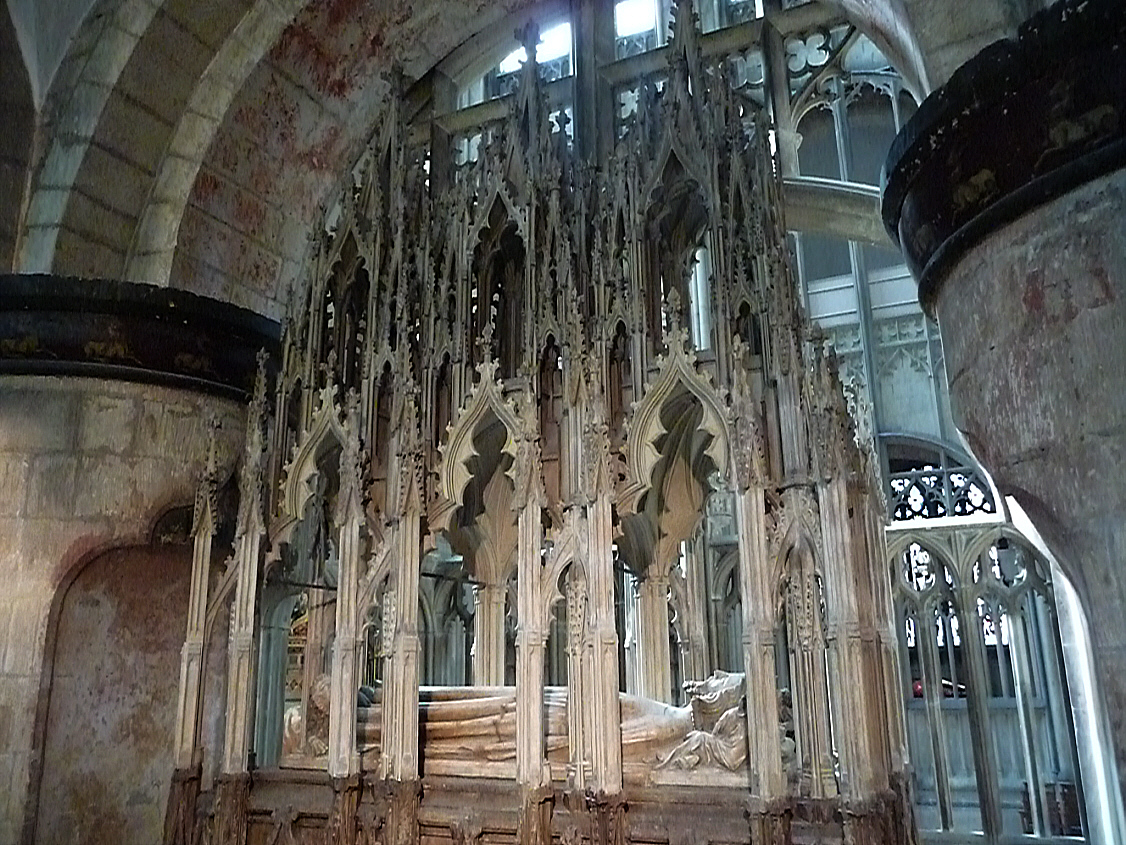
La tombe d'Édouard II à la cathédrale de Gloucester.

Le corps d'Édouard est embaumé à Berkeley, où les seigneurs de Bristol et Gloucester viennent lui rendre un dernier hommage. Il est ensuite mené à l'abbaye de Gloucester le 21 octobre 1327. Le 20 décembre, Édouard est enterré près de l'autel de la cathédrale,, les funérailles ayant été retardées pour permettre à Édouard III d'y assister en personne. Gloucester fut choisi comme lieu d'inhumation tout d'abord parce que d'autres abbayes avaient refusé ou avaient reçu l'interdiction d'accepter le corps du roi,,, et ensuite parce que la ville n'était pas loin de Berkeley. Les funérailles d'Édouard se font en grande pompe et coûtent au total 351 £, notamment à cause des ornements en lions dorés, des étendards peints en feuille d'or et des barrières en chêne pour contenir les foules de badauds. Le gouvernement d'Édouard III espère ainsi mettre en parenthèse les événements politiques tumultueux des années précédentes, afin de renforcer par ailleurs sa propre légitimité.
Un gisant temporaire est fait en bois avec une couronne en cuivre pour les funérailles : il s'agit du tout premier gisant funéraire d'Angleterre, cet ajout étant nécessaire à cause de l'état du cadavre d'Édouard, mort depuis près de trois mois,. Le cœur d'Édouard est retiré, placé dans un coffret d'argent et plus tard enterré avec Isabelle à la Christ Church Greyfriars de Londres. Sa tombe contient un exemple très précoce d'un gisant fait d'albâtre, avec un coffre-sépulcre et une voûte en oolithe et en pierre de Purbeck,. Édouard est inhumé avec les habits, la coiffe et les gants qu'il portait à son couronnement. Son gisant le montre en roi, tenant un sceptre et un orbe, et portant une couronne en feuilles de fraisier,,. Le gisant présente une lèvre inférieure prononcée, montrant ainsi une ressemblance fidèle avec Édouard II.
La tombe du roi devint rapidement un lieu populaire pour les visiteurs, phénomène encouragé sans doute par les moines locaux, qui manquaient d'une attraction de pèlerinage existante,. Les visiteurs firent des dons extensifs à l'abbaye, permettant ainsi aux moines de reconstruire l'église environnante dans les années 1330. Des miracles se seraient accomplis près de la tombe du roi et des travaux ont dû être réalisés pour permettre à plus de visiteurs de circuler autour,. Le chroniqueur Geoffrey le Baker décrit par la suite Édouard comme un martyr. En 1395, son arrière-petit-fils Richard II donne son soutien pour une tentative infructueuse de canonisation d'Édouard II,. La tombe du roi est ouverte en 1855 par des fonctionnaires, découvrant un cercueil en bois, en bon état, et à l'intérieur un cercueil de plomb scellé,. Elle demeure encore à Gloucester, où elle est massivement restaurée entre 2007 et 2008, pour un coût de 100 000 livres sterling.

### Controverses
Des controverses surgirent rapidement autour de la mort d'Édouard II. Après l'exécution de Mortimer en 1330, des rumeurs commencèrent à circuler selon lesquelles Édouard aurait été assassiné à Berkeley. Des comptes rendus évoquant un assassinat par le biais d'une insertion d'une barre de fer rougie ou d'un tisonnier dans son anus commencèrent à se diffuser, peut-être comme conséquence d'une propagande du nouveau régime. Les chroniqueurs des années 1330 et 1340 propagèrent cette hypothèse, soutenus en ce sens par une description détaillée du meurtre d'Édouard par Geoffrey le Baker,,,. Cette rumeur devint peu à peu incorporée aux récits concernant Édouard et mise en lien avec son homosexualité présumée. La plupart des historiens démentent actuellement ce récit de la mort d'Édouard,,,,,,, en démontrant que les geôliers du roi ne l'auraient pas assassiné d'une façon si détectable.
D'autres théories révisionnistes énoncent qu'Édouard ne serait pas mort en 1327. Ces théories impliquent notamment la Lettre de Fieschi, envoyée à Édouard III vers 1337 par le prêtre italien Manuele Fieschi. Ce dernier affirme que Édouard II se serait évadé de Berkeley en 1327 avec l'aide d'un serviteur et se serait finalement retiré dans le Saint-Empire romain germanique pour y devenir ermite. Le cadavre enterré à Gloucester serait celui du portier de Berkeley, tué par Édouard dans sa fuite et présenté par ses geôliers comme celui du roi déchu à la reine Isabelle pour éviter des représailles. La lettre est souvent mise en lien avec un rapport décrivant la rencontre d'Édouard III avec un homme nommé Guillaume le Galeys (William the Welshman en anglais) à Anvers en 1338, ce dernier affirmant être Édouard II. Certains éléments de la lettre sont considérés par les historiens comme véridiques, tandis que d'autres sont rejetés car non plausibles,. Quelques historiens ont soutenu la version de Fieschi. Paul Doherty met en doute la véracité de la lettre et l'identité de Guillaume le Galeys, mais a des soupçons quant à une survie d'Édouard. L'historienne Alison Weir croit que les événements de la lettre sont essentiellement vrais et s'appuie dessus pour prouver l'innocence d'Isabelle dans le meurtre d'Édouard II. Ian Mortimer suggère que la théorie de Fieschi est vraie, mais affirme pour sa part qu'Édouard aurait été libéré secrètement sur ordre d'Isabelle et Mortimer, qui auraient ensuite fait croire à sa mort. Cette fiction aurait été maintenue par Édouard III lorsqu'il s'est emparé du pouvoir,,. Le récit de Mortimer a néanmoins été critiqué par la plupart des universitaires dès sa publication, en particulier par David Carpenter,.

## Bilan du règne

### Royauté, gouvernement et législation
|                           |  |  |
| Grand sceau d'Édouard II. |  |  |

Édouard a finalement échoué dans son rôle de monarque ; l'historien Michael Prestwich observe qu'il était « paresseux et incompétent, susceptible aux débordements sur des questions sans importance, mais indécis quand il s'agissait de questions majeures », ce qui fait écho à la description de Roy Haines qui considère Édouard comme un souverain « incompétent et vicieux », et qui n'est pas un « homme d'affaires »,. Édouard ne délègue pas seulement les affaires courantes à ses subordonnés, mais aussi les décisions de plus haut niveau, et Pierre Chaplais affirme qu'il n'« était pas plus un roi incompétent qu'un roi réticent », préférant gouverner avec l'aide d'un puissant adjoint, comme Pierre Gaveston ou Hugues le Despenser le Jeune. La volonté d'Édouard de promouvoir ses favoris a eu de graves conséquences politiques, bien qu'il ait également tenté d'acheter la loyauté d'un groupe plus large de nobles grâce à des subventions et des frais. Édouard pouvait cependant s'intéresser aux minuties de l'administration et, à certaines occasions,,,,, s'occuper des détails d'un large éventail de questions en Angleterre et dans ses domaines plus vastes.
L'un des défis persistants d'Édouard pendant la majeure partie de son règne est un manque d'argent. Des dettes qu'il a héritées de son père, environ 60 000 £ était encore dues pendant les années 1320,. Le roi dut collaborer avec de nombreux trésoriers et autres responsables financiers, dont quelques-uns restèrent longtemps, augmentant leurs revenus grâce à des taxes souvent impopulaires, et réquisitionnant des biens en utilisant son droit de récompense. Il a également contracté de nombreux emprunts, d'abord auprès de la famille Frescobaldi, puis auprès de son banquier Antonio Pessagno. Édouard s'intéressa fortement aux questions financières vers la fin de son règne, se méfiant de ses propres fonctionnaires et essayant d'augmenter les revenus directement en réduisant les dépenses de sa propre suite,.
Édouard était responsable de la mise en œuvre de la justice royale à travers son réseau de juges et de fonctionnaires. Il est difficile de savoir dans quelle mesure Édouard a pris un intérêt personnel à rendre la justice, mais il semble s'être impliqué dans une certaine mesure pendant la première partie de son règne, et être de plus en plus intervenu en personne après 1322. Pendant son règne, Édouard a largement utilisé le droit civil romain pour défendre ses causes et ses favoris, ce qui a peut-être attiré la critique de ceux qui percevaient cela comme l'abandon des principes établis du droit d'Angleterre. Édouard a également été critiqué par ses contemporains pour avoir permis aux Despenser d'exploiter le système de justice royal à leurs propres fins, bien que l'ampleur de cet abus n'ait pas été clairement établie. Au milieu de la turbulence politique, des bandes armées se sont répandues à travers l'Angleterre sous le règne d'Édouard, semant la violence et déstabilisant la gentry locale. Une grande partie de l'Irlande s'est également retrouvée plongée dans l'anarchie,,.
Sous le règne d'Édouard II, l'importance du Parlement comme moyen de prise de décisions politiques et de réponse aux pétitions a augmenté, bien que, comme le note l'historienne Claire Valente, les rassemblements ressemblaient « plus à un événement qu'à une institution »,,. Après 1311, le Parlement a commencé à inclure, en plus des barons, les représentants des chevaliers et des bourgeois, qui ont plus tard constitué les Communes. Bien que le Parlement se soit souvent opposé à la levée de nouveaux impôts, l'opposition active à Édouard provenait en grande partie des barons, plutôt que du Parlement même si les barons cherchaient à utiliser les réunions parlementaires pour légitimer leurs revendications politiques de longue date,. Après avoir résisté pendant de nombreuses années, Édouard a commencé à intervenir au Parlement dans la seconde moitié de son règne pour atteindre ses propres objectifs politiques. On ignore encore si Édouard a été déposé en 1327 par un rassemblement officiel du Parlement ou simplement un rassemblement des classes politiques aux côtés d'un Parlement existant.

### Cour

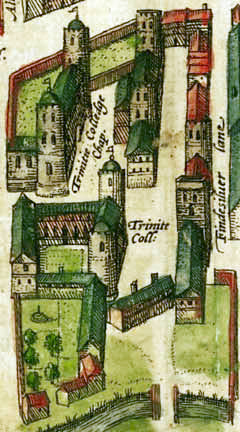
Carte de 1575 représentant King's Hall, à Cambridge, fondé par Édouard en 1317.

La cour royale d'Édouard était itinérante, voyageant à travers tout le pays avec le roi. Une fois logée dans le palais de Westminster, la cour a occupé un complexe de deux salles, sept chambres et trois chapelles, avec d'autres salles plus petites, mais, en raison du conflit avec les Écossais, la cour a passé beaucoup de temps dans le Yorkshire et la Northumbrie,. Au cœur de la cour se trouvait la suite royale d'Édouard, divisée entre le « hall » et la « chambre ». La taille de la suite du roi variait avec le temps, mais en 1317, elle était d'environ 500 personnes, y compris des chevaliers domestiques, des écuyers, des cuisiniers et des employés des transports. La suite était entourée d'un groupe plus large de courtisans et semblait avoir aussi attiré un cercle de prostituées et d'éléments criminels.
La musique et les ménestrels étaient très populaires à la cour d'Édouard, mais la chasse semble avoir été une activité beaucoup moins importante, et il y avait peu d'accent sur les événements de chevalerie. Édouard s'intéressait aux bâtiments et aux peintures, mais moins aux œuvres littéraires, qui n'étaient pas largement sponsorisées à la cour. Sous Édouard II, l'usage des assiettes d'or et d'argent, des bijoux et des émaux était intensif. Édouard avait un chameau comme animal de compagnie et, pendant sa jeunesse, avait emmené un lion avec lui lors d'une campagne en Écosse. La cour pouvait également être amusée de manière exotique,,, : par un charmeur de serpents italien en 1312, et l'année suivante, par 54 danseuses nues françaises.

### Religion
L'approche d'Édouard à la religion était normale pour la période, l'historien Michael Prestwich le décrit comme un « homme aux attitudes religieuses tout à fait conventionnelles ». Il y avait des offices quotidiens à la chapelle royale et des aumônes à sa cour. Comme le voulait alors la tradition, Édouard bénit les malades, bien qu'il ait fait cela moins souvent que ses prédécesseurs. Édouard resta proche de l'ordre dominicain, qui avait contribué à l'éduquer, et suivit leur conseil en demandant la permission papale d'être oint avec l'huile sainte de Saint Thomas Becket en 1319 ; cette demande fut refusée, causant au roi quelque embarras. Édouard a soutenu l'expansion des universités pendant son règne, en établissant King's Hall à Cambridge pour promouvoir la formation en droit religieux et civil, Oriel College à Oxford et Trinity College à Dublin,.
Édouard jouissait d'une bonne relation avec le pape Clément V, malgré l'intervention répétée du roi dans le fonctionnement de l'Église d'Angleterre, y compris la punition des évêques avec lesquels il était en conflit,. Avec le soutien de Clément, Édouard tenta d'obtenir le soutien financier de l'Église pour ses campagnes militaires en Écosse, y compris la taxation et l'emprunt d'argent contre les fonds recueillis pour les croisades. L'Église d'Angleterre a fait relativement peu pour influencer ou modérer le comportement d'Édouard pendant son règne, peut-être à cause de l'intérêt personnel des évêques et du souci de leur propre protection.
Le pape Jean XXII, élu en 1316, recherchait le soutien d'Édouard pour une nouvelle croisade, et était en contrepartie enclin à le soutenir politiquement. En 1317, en échange de l'appui du pape dans sa guerre contre l'Écosse, Édouard accepta de recommencer à payer le tribut annuel au pape, qui avait été d'abord accepté par Jean sans Terre en 1213. Édouard cessa cependant les paiements, et n'a jamais offert son hommage à la papauté, ce qui constituait une autre partie de l'accord de 1213. En 1325, Édouard demanda au pape Jean d'ordonner à l'Église irlandaise de prêcher ouvertement en faveur de son droit de gouverner l'île et de menacer d'excommunier toutes les voix contraires.

## Héritage

### Historiographie

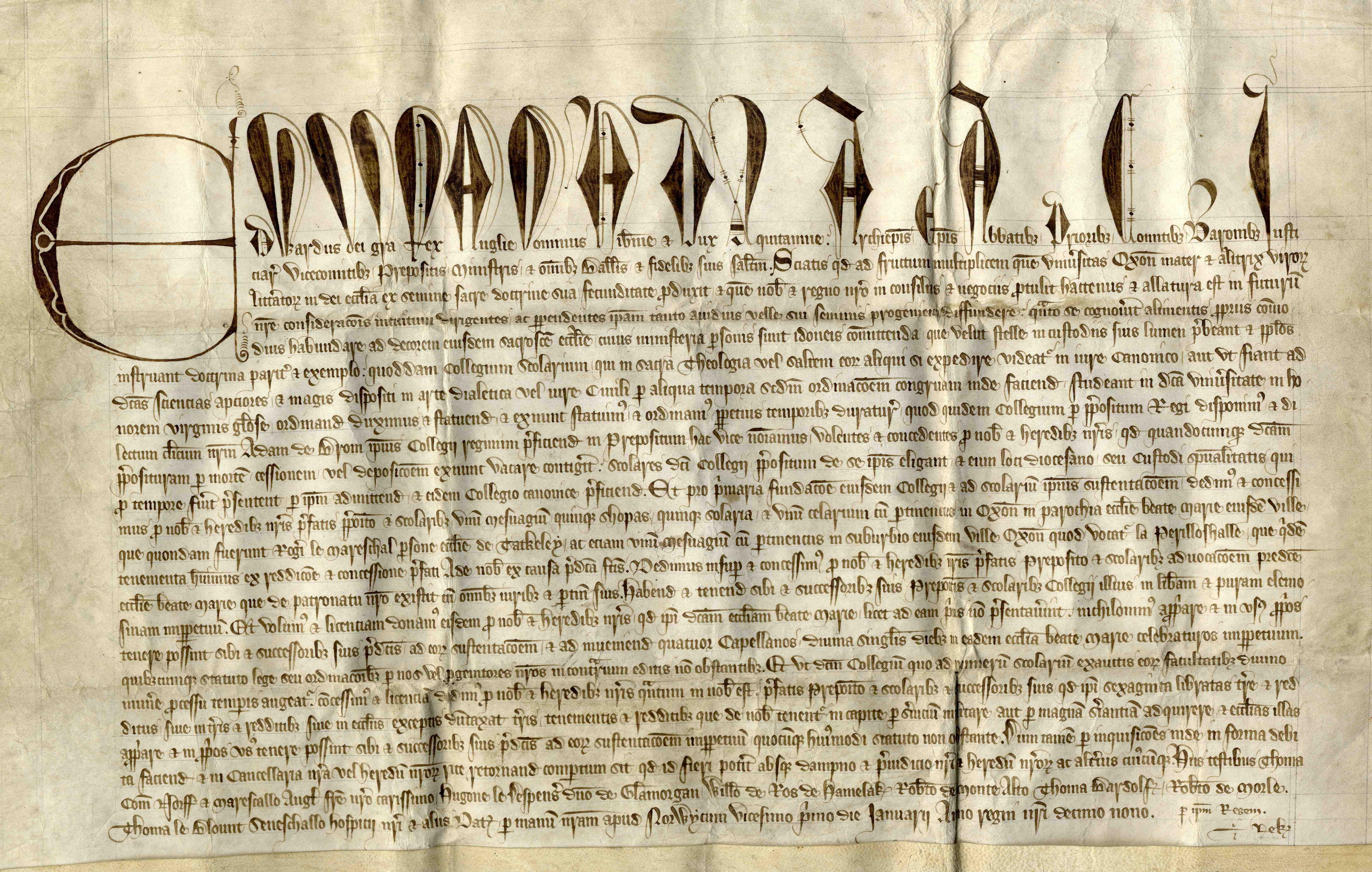
Charte de l'Oriel College en 1326 écrite par Édouard.

Aucun chroniqueur du règne d'Édouard II n'est entièrement digne de confiance ou impartial, souvent parce que leurs récits ont été écrits pour soutenir une cause particulière, mais il est clair que la plupart des chroniqueurs contemporains étaient très critiques envers Édouard,,. Le Polychronicon, la Vita Edwardi Secundi, la Vita et Mors Edwardi Secundi et la Gesta Edwardi de Carnarvon ont ainsi tous condamné la personnalité du roi, sa façon de se vêtir ou de choisir ses compagnons. D'autres rapports du règne montrent que Édouard a été profondément critiqué par ses contemporains, dont l'Église et même les membres de sa suite. Des chansons politiques l'ont souvent tourné en dérision, critiquant son incapacité militaire et son gouvernement oppressif. Plus tard, à la fin du XIVe siècle, certains chroniqueurs, tels Geoffrey le Baker ou Thomas de Ringstead, ont réhabilité Édouard, en le présentant comme un martyr et un potentiel saint, bien que cette tradition ait peu à peu disparu.
Les historiens des XVIe et XVIIe siècles se sont focalisés sur la relation d'Édouard II avec Pierre Gaveston. Des comparaisons ont ainsi été faites avec la relation du duc d'Épernon et d'Henri III de France, ainsi que celle du duc de Buckingham et Charles Ier. Pendant la première partie du XIXe siècle, des historiens comme Charles Dickens ou Charles Knight ont popularisé la vie d'Édouard II auprès du public victorien, en s'intéressant tout particulièrement aux relations d'Édouard avec ses favoris successifs et en faisant allusion à sa possible homosexualité. Pourtant, à partir des années 1870, les discussions académiques très ouvertes sur la sexualité d'Édouard II ont été restreintes à cause d'un changement de valeurs au sein de la société britannique. Au début du XXe siècle, les universités anglaises sont priées d'éviter de discuter sur les relations personnelles d'Édouard en cours d'histoire. Les points de vue sur la sexualité d'Édouard ont néanmoins continué à se développer par la suite.
À la fin du XIXe siècle, des rapports administratifs concernant le règne d'Édouard II deviennent disponibles pour les historiens comme William Stubbs, T. F. Tout et J. C. Davies, qui se concentrent désormais sur le développement du système constitutionnel et gouvernemental pendant son règne,. Bien qu'étant critiques envers ce qu'ils considèrent comme des insuffisances frappantes pour un monarque, ces historiens ont également souligné la croissance du rôle du Parlement et la réduction de l'autorité royale personnelle sous Édouard II, ce qu'ils perçoivent comme des développements positifs,. Pendant les années 1970, l'historiographie du règne d'Édouard II s'est éloignée de ce modèle, soutenue en ce sens par la poursuite de la publication de documents relatifs à son règne au cours du dernier quart du XXe siècle. Le travail de Jeffrey Denton, Jeffrey Hamilton, John Maddicott et Seymour Phillips se reconcentre sur le rôle des chefs individuels dans les conflits,. À l'exception du travail de Hilda Johnstone sur les premières années d'Édouard et celui de Natalie Fryde sur ses dernières années, l'intérêt des principales études du règne d'Édouard était les puissants magnats et non Édouard lui-même. Ces tendances se sont inversées avec la publication de biographies d'Édouard II par Roy Haines et Seymour Phillips respectivement en 2003 et 2011,,,,.

### Références culturelles

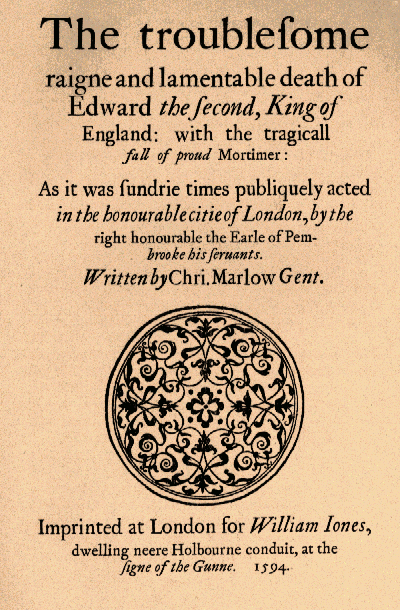
Couverture originale de la pièce Édouard II (Marlowe) (1594).

## Armoiries

Armoiries en tant que prince de Galles, comte de Chester et comte de Ponthieu jusqu'en 1307.
Armoiries en tant que roi d'Angleterre, duc d'Aquitaine et comte de Ponthieu à partir de 1307.